# История Мичигана

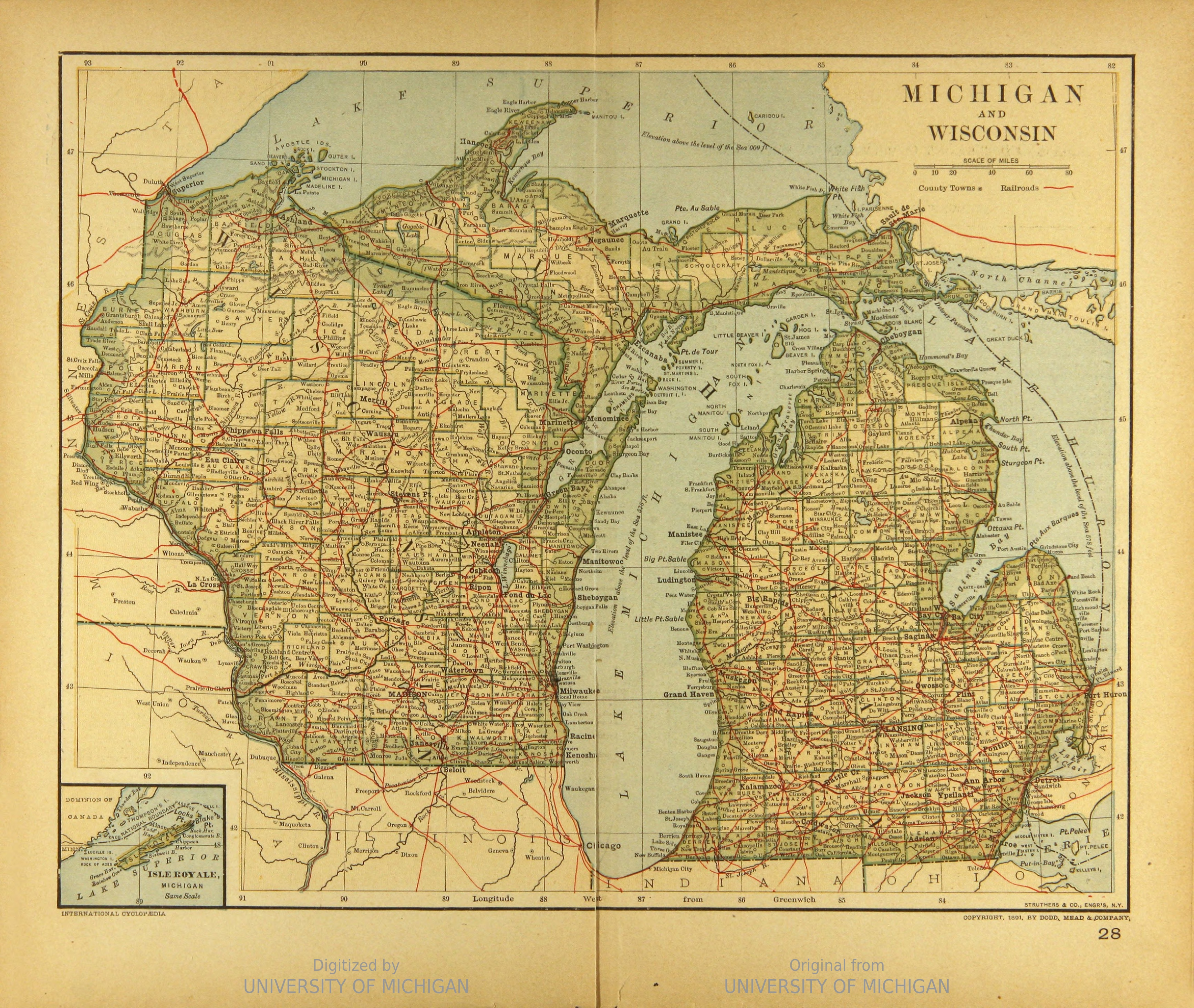
Мичиган (справа) и Висконсин на карте 1894 года

История штата Мичиган отсчитывается с того времени, когда первые палеоиндейцы начали расселяться на берегах Великих озёр (примерно за 11 000 лет до начала нашей эры). Первыми европейцами в Мичигане были французы — путешественник Этьен Брюле проехал через Мичиган в 1618 году в поисках пути в Китай. Вскоре французы объявили эту территорию своей собственностью и начали торговать с индейцами, скупая пушнину. С 1668 по 1763 год Мичиган был частью Французской Канады. В 1701 году офицер Антуан де Ламот Кадильяк основал поселение Fort Pontchartrain du Détroit, известное в будущем как Детройт. Когда Франция проиграла Войну с французами и индейцами, её американские владения перешли Британии, а в 1783 году, после завершения Американской войны за независимость, земли к югу от Великих озёр вошли в границы США и стали известны как Старый Северо-Запад. В 1800 году была сформирована Территория Индиана, куда вошёл почти весь современный Мичиган; а в 1806 году была сформирована Территория Мичиган. В 1825 году открылся канал Эри, который соединил Великие озёра с Гудзоном, и в регион озёр хлынул поток мигрантов. В 1835 году была одобрена Конституция и сформировано правительство, но из-за пограничных споров с Огайо штат был признан не сразу, и только 26 января 1837 года Мичиган был официально принят в состав США в качестве 26-го штата.
В первые годы после принятия в Союз Мичиган едва не разорился на строительстве каналов и железных дорог, но его спасло открытие меднорудных месторождений, и штат быстро вышел в лидеры по добыче медной руды. В 1854 году в Мичигане на волне аболиционистских настроений зародилась Республиканская партия, которая быстро и надолго пришла к власти в штате, а сенаторы штата стали лидерами радикального республиканизма.
Когда началась Гражданская война, Мичиган предоставил федеральной армии 30 пехотных и 11 кавалерийских полков. Самыми известными мичиганцами на той войне стали генералы Орландо Уилкокс, Альфеус Уильямс и Армстронг Кастер. После войны мичиганские сенаторы боролись за введение поправок, дающих гражданские права чернокожим, хотя в самом штате эти предложения встречали с сопротивлением.
Мичиган ранее других штатов ввёл у себя «сухой закон», но долго сопротивлялся предоставлению прав голосования женщинам и лишь под федеральным давлением ратифицировал 19-ю поправку. В начале XX века Мичиган стал родиной американского автомобилестроения: здесь начали производиться Олдсмобили, автомобили Форда, а также появились фирмы Buick, Pontiac и Cadillac.
Мичиган стал одним из ведущих промышленных штатов США, поэтому сильно пострадал от Великой депрессии, но затем стал одним из главных промышленных центров в годы Второй мировой войны, уступая только Нью-Йорку. После войны правительство штата стало диверсифицировать экономику, чтобы меньше зависеть от автомобилестроения, однако, несмотря на это, Мичиган пережил ряд кризисов в 1980-х, 1990-х и начале XXI века, что привело к банкротству General Motors в 2009 году и банкротству Детройта в 2014 году.

## Доколониальная история

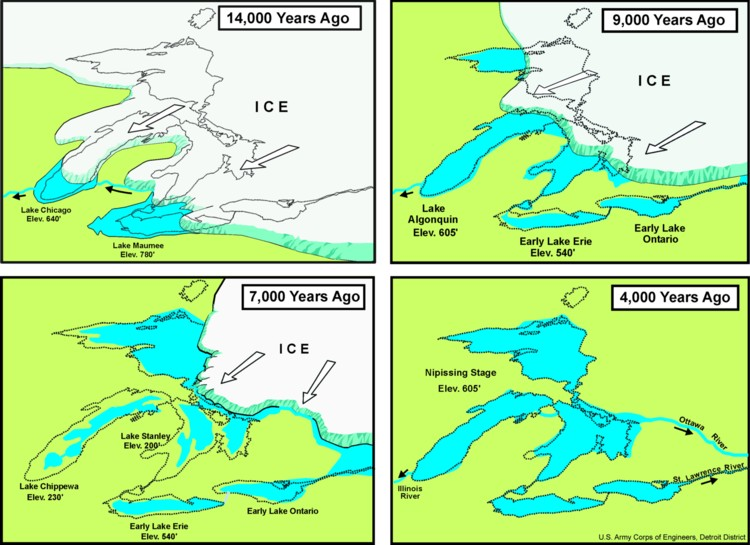
Отступление ледника в регионе Великих Озёр

В 2005 году возникла Ударная гипотеза позднего дриаса, утверждающая, что в 11 000 году до н. э. на территорию Северной Америки упала комета, что, возможно, было причиной вымирания местной мегафауны. Территория Мичигана в то время была покрыта ледником, и долгое время считалось, что человек появился на этой территории довольно поздно, но в Мичигане была обнаружена стоянка культуры Кловис возрастом 13 000 лет, из чего следует, что люди уже тогда заселяли приледниковую зону. Таким образом, примерно 13 000 лет до настоящего времени в Мичигане появились первые люди, известные как палеоиндейцы. Множество артефактов того периода найдено на территории штата, особенно в его юго-западной части. Единственной крупной стоянкой Раннего палеоиндейского периода является стоянка Холкомб в Стерлинг-Хайтс. Судя по расположению находок, в то время ещё существовало ледниковое Алгонкинское озеро.
К концу палеоиндейского периода уровень Великих Озёр стал опускаться, стало больше лесов и лесных зверей: оленей, волков и медведей, но самые богатые дичью леса находились в прибрежной полосе, и когда уровень озёр поднялся, многие стоянки людей позднего палеоиндейского периода стали недоступны. По этой причине объём находок того времени невелик. Около 7500 года до н. э. уровень великих озёр начал подниматься, прибрежные леса были затоплены, и люди частично ушли на север, частично смешались с пришедшими с юга представителями Архаической культуры.
Около 9000 года до н. э. начался период распространения тайги в районе озёр, который около 6000 года до н. э. сменился периодом сосновых лесов. Это соответствует раннему и Среднему Архаическому периоду, когда плотность населения Мичигана резко уменьшилась. В Мичигане не осталось крупных поселений этого периода. Возможно, они тоже находились в затопленной прибрежной полосе, но вероятнее, что сокращение населения связано с изменениями климата. Около 3000 года до н. э. начался Поздний Архаический период, который длился до момента появления керамики. Природа стала близка к современной, население стало расти, и оно было относительно однородным на всём северо-востоке. Культура населения Новой Англии, Озёр и верховий Миссисипи этого периода иногда называется «Лаврентийской архаикой».
В этот период в районе Великих озёр распространилась Старая бронзовая культура, изученная в основном по находкам в Висконсине, но крупные месторождения меди имелись на Верхнем полуострове Мичигана и на острове Айл-Ройал. Методом холодной ковки индейцы изготавливали из самородной меди оружие и доспехи. Большое количество медных предметов найдено в захоронениях Культуры красной охры.
На момент появления европейцев регион Великих озёр населяли примерно 100 000 индейцев. На территории Мичигана жили чиппева (они же оджибве), оттава и потаватоми. Изначально они были единым племенем, но раскололись где-то до XVI века, при этом оттава остались на нижнем полуострове, чиппева ушли на Верхний полуостров, а потаватоми — на юг, на берега озера Мичиган. Они не воевали друг с другом, сохраняли алгонкинскую языковую общность, и считали себя семьёй, где чиппева были старшим братом, оттава средним, а потаватоми младшим. Эту семью они сами называли «Совет трёх огней». Чиппева насчитывали 25 или 35 тысяч человек, жили в основном охотой, не имели политической структуры и делились на 20 кланов. Племя оттава насчитывало около 4000 человек, в большей степени зависело от сельского хозяйства и было вовлечено в торговлю с соседними племенами. Потаватоми более всех зависели от земледелия и отличались полигамией, которая позволяла им наладить большое количество родственных связей.

## Французская колонизация
В 1608 году французский исследователь Самуэль де Шамплейн основал в Канаде небольшую колонию и начал исследовать окрестности реки Святого Лаврентия. В 1609 году произошло столкновение с мохоками, племенем Конфедерации ирокезов, что привело к длительному конфликту между французами и ирокезами. По поручению Шамплейна другой француз, Этьен Брюле, в 1622 году добрался на каноэ до места, где Верхнее озеро впадает в озеро Гурон (примерно соответствует месту города Су-Сент-Мари в Мичигане). Через 12 лет Жан Николет впервые переплыл пролив Макинак и прошёл вдоль берега озера Мичиган до залива Грин-Бей. Захват Квебека англичанами в 1629 году помешал исследованиям, но в 1633 году Шамплейн прибыл с группой поселенцев и миссионерами-иезуитами и восстановил колонию. Иезуиты обосновались в Су-Сент-Мари и оттуда начали миссионерскую работу среди племени гуронов.
В 1646 году началась серия войн между ирокезами и их соседями, известных как Бобровые войны. Ирокезы регулярно нападали на французские поселения вдоль реки Святого Лаврентия, а к 1649 году они разбили гуронов и изгнали их из региона Великих Озёр, после чего истребили племена эри и петун. Индейцы Огайо бежали на запад, на территорию Мичигана и Индианы, вытесняя живущих там индейцев маскутенов и патаватоми ещё дальше на запад. Вторжения ирокезов приостановились в 1653 году, когда индейцы оттава и чиппева разбили их при Ирокез-Пойнт.
В 1661 году колония перешла под королевское управление, в регион была направлена регулярная армия, которой удалось в 1667 году принудить ирокезов к миру. Это позволило Адриану Жолье изучить берега Верхнего озера в 1669 году. На обратном пути он встретился с экспедицией Ла Саля, который после этого исследовал окрестности Детройта. 14 июня 1671 года Симон-Франсуа Домон де Сен-Люссон объявил владениями французского короля Су-Сент-Мари, озера Гурон и Верхнее, а также все земли на запад до Южного Моря (Тихого океана), которые будут открыты в будущем. Мир с ирокезами позволил миссионерам к концу 1660-х годов исследовать земли Мичигана, Висконсина и Иллинойса. В 1668 году миссионер Жак Маркетт основал миссию в Су-Сен-Мари, которая стала первым постоянным европейским поселением в границах Мичигана. После этого он основал миссию Сент-Игнас, оттуда 17 мая 1673 года он отплыл в компании Луи Жолье на запад, пересёк озеро Мичиган, добрался до залива Грин-Бэй, прошёл по рекам Фокс и Висконсин, и 17 июня открыл реку Миссисипи. Маркетт и Жолье спустились вниз по Миссисипи до реки Арканзас.

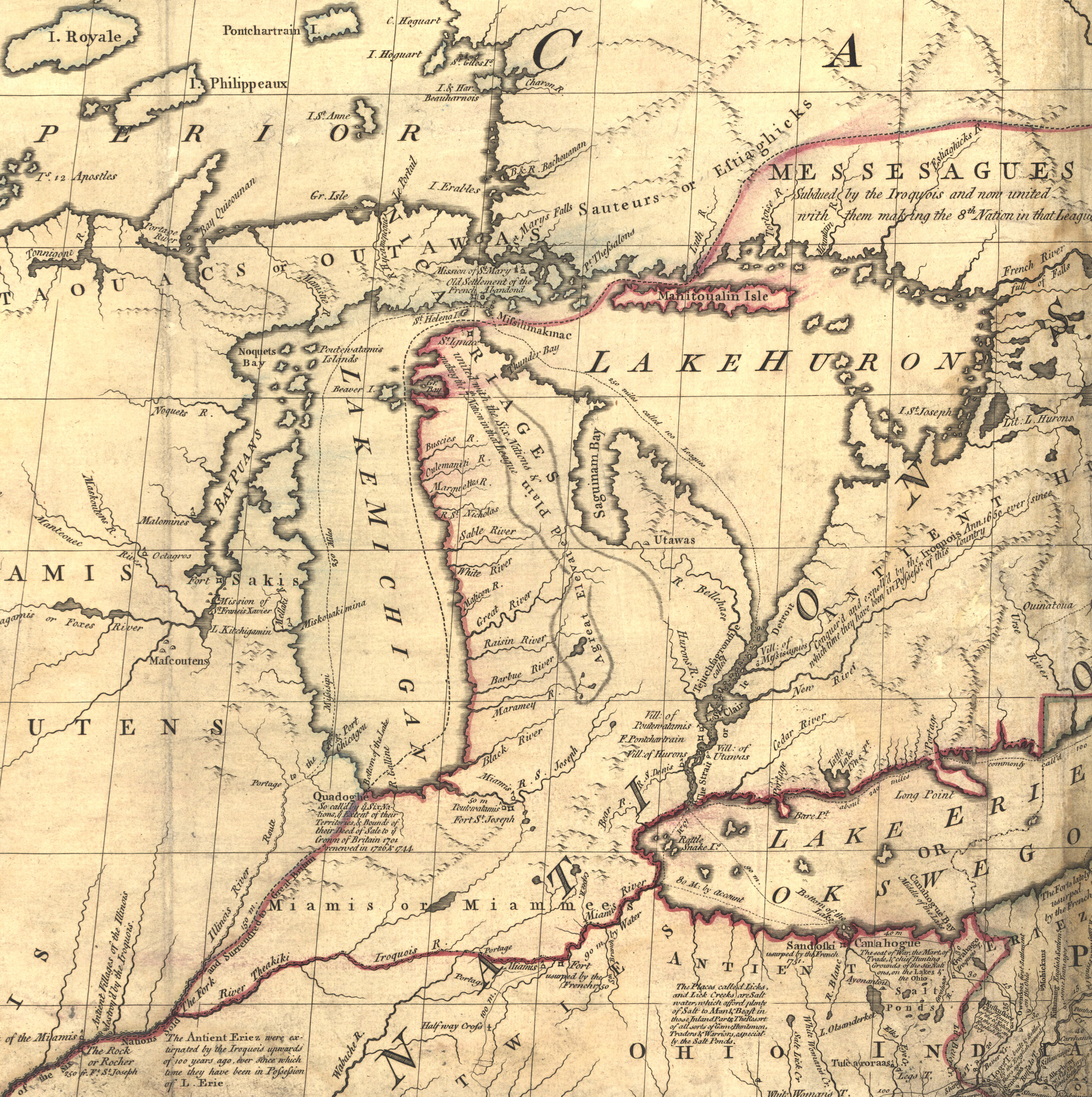
Мичиган в 1750-х годах

В 1670-х годах Ла Саль исследовал Великие озёра и выходы к реке Миссисипи, пешком пересёк Мичиганский полуостров в 1680 году и основал несколько фортов. В 1689 году началась война между Англией и Францией («Война короля Вильгельма»), которая завершилась в 1697 году, а в 1701 году ирокезы заключили мирный договор с французами и перестали быть препятствием на пути освоения Запада. 24 июля 1701 года Антуан де Кадильяк основал Форт Понтшартрейн, больше известный как Форт Детруа или Форт Детройт. В 1714 году вырос спрос на меха, и французы удвоили усилия по колонизации Мичигана: в 1715 году в проливе Макино в окрестностях бывшей миссии Сент-Игнас был основан форт Мишилимакино (на месте современного Макино).
В 1752 году по приказу губернатора маркиза Дюкена в фортах Су-Сент-Мари, Мишилимакино и Детройт был собран отряд индейцев и отправлен в Огайо, где напал на поселение враждебного французам вождя Демуазеля. После этого по приказу маркиза в Огайо было построено несколько фортов, что вызвало протесты Великобритании. Губернатор Вирджинии Роберт Динвидди отправил на переговоры в Огайо Джорджа Вашингтона, но французы отказались покинуть Огайо, что стало началом конфликта, известного как Война с французами и индейцами. Она шла с переменным успехом, но в итоге в 1759 году французы были разбиты, а город Квебек захвачен англичанами. Узнав об этом, гарнизон форта Мишилимакино ушёл в Новый Орлеан. 29 ноября 1760 года капитан Франсуа де Беллестр сдал англичанам форт Детройт, что стало концом французского присутствия в Мичигане.

## Британский период
После войны британским генерал-губернатором в Северной Америке стал Джеффри Амхерст, при котором отношения с индейцами кардинально изменились: вопреки прежней французской практике и прежним договорённостям он прекратил раздачу индейцам продовольствия и алкоголя, а также ограничил раздачу оружия, пороха и одежды. 9 сентября 1761 года агент Уильям Джонсон в последний раз раздал индейцам подарки на встрече на реке Детройт. В 1762 году индейцы окрестностей Детройта ощутили последствия новой политики, и их отношение к англичанам стало более враждебным. 7 мая 1763 года индейский вождь Понтиак попытался захватить форт Детройт, но попытка не удалась. Тогда Понтиак осадил Детройт, что стало началом Восстания Понтиака. 16 мая пал форт Сандаски, 25 мая — форт Сент-Джозеф, а 27 мая форт Майами. 2 июня внезапной атакой был захвачен форт Мишилимакино. Однако в октябре индейцы сняли осаду форта Детройт, чтобы успеть заготовить пищу на зиму. Снятие осады и отсутствие помощи со стороны французов привели к провалу восстания.
В октябре 1764 года было заключено мирное соглашение с индейцами, подтверждённое на встрече с индейцами в форте Осуиго. Под влиянием восстания британское правительство решило ограничить колонизацию континента, и в октябре 1763 года была объявлена Королевская декларация, которая запрещала белым селиться западнее Аппалачей и покупать там землю. Территория Мичигана оставалась частью обширной индейской резервации до 1774 года.
В 1774 году парламентом Англии был принят Акт о Квебеке, согласно которому территория между реками Иллинойс и Огайо переходила в состав провинции Квебек, а американские колонисты теряли всякие права на земли к западу от Аллегенских гор. Губернатор Квебека назначал вице-губернаторов в Мишилимакино, Детройт, Венсеннес и Иллинойс. Акт о Квебеке вызвал сильное недовольство в Тринадцати колониях, и его принятие считается одним из причин начала Войны за независимость США. В 1775 году, в момент начала войны, только Детройт имел настоящее правительство. Его вице-губернатором был назначен генерал Генри Гамильтон, которого война застала в Квебеке. Под видом француза он пробрался через тылы противника, и прибыл в Детройт 9 ноября 1775 года. Вице-губернатор Мишилимакино, Патрик Синклер, так и не смог добраться до форта в первые годы войны.
Во время войны на территории Мичигана не проходило боевых действий, но Детройт был важной базой британской армии, с которой британцы снабжали оружием индейцев. Гамильтон добивался расположения индейцев раздачей подарков, особенно рома: в 1779 году он просил прислать в Детройт 17 502 галлонов рома. Вице-губернатор также платил индейцам за каждый доставленный американский скальп, но прекратил эту практику, когда обнаружил, что индейцы ради денег готовы убивать и скальпировать даже лоялистов. Конгресс США понимал важность захвата Детройта, но у него не было возможности собрать армию для войны в этом регионе. В 1778 году губернатор Вирджинии, Патрик Генри, в юрисдикции которого формально находились Огайо и Мичиган, велел полковнику Джону Роджерсу Кларку начать боевые действия против британцев в этом регионе.

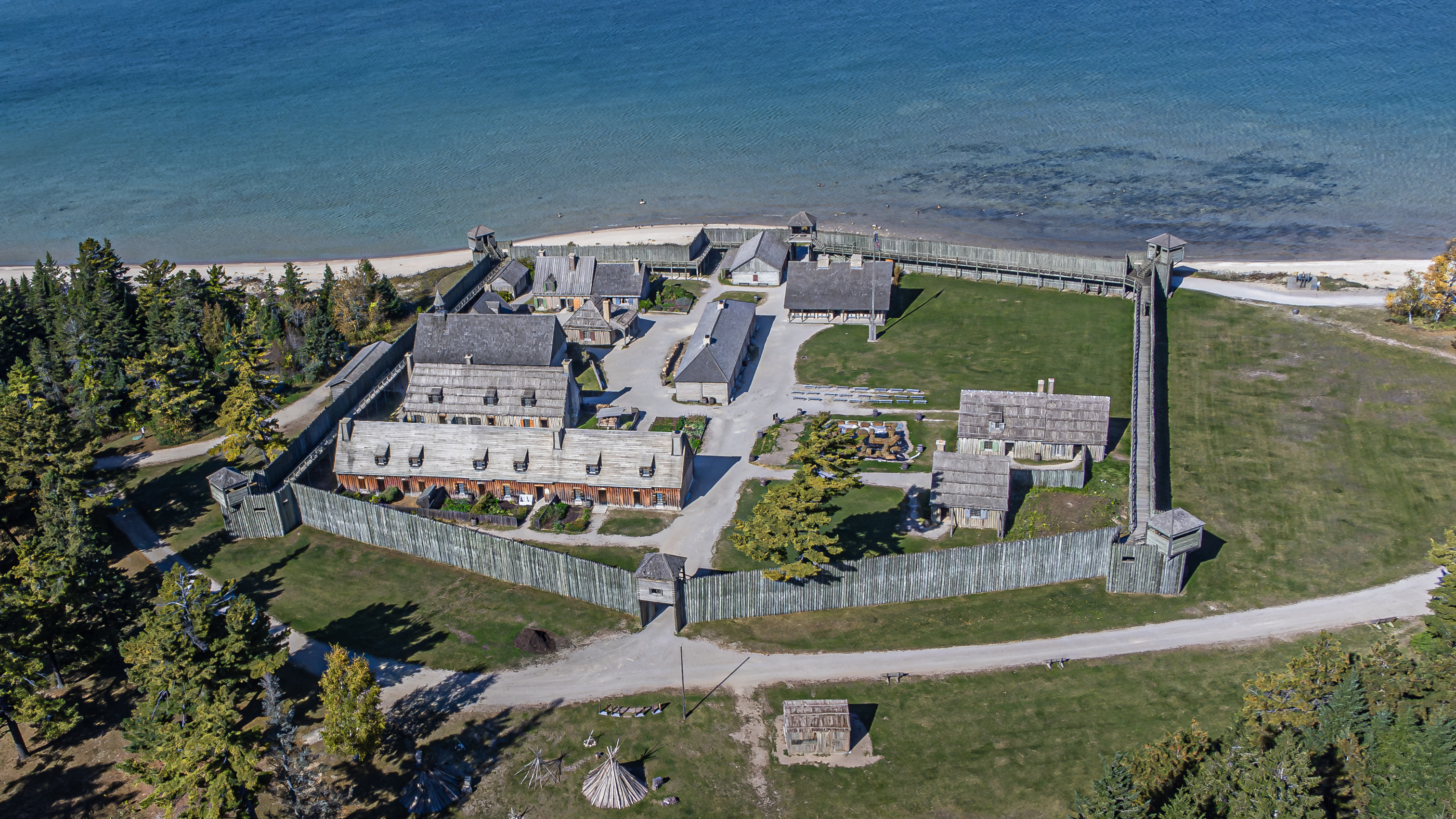
Реконструкция форта Мишилимакино

4 июля 1778 года Кларк захватил Каскаскию, а затем Винсеннес. Гамильтон 7 октября выступил из Детройта с отрядом в 243 человека и отбил Венсеннс. 25 февраля 1779 года Кларк атаковал Винсеннес и захватил его, при этом взяв в плен самого Гамильтона. Его отправили в Вирджинию, где губернатор Джефферсон поместил его в тюрьму. Командование в Детройте принял полковник Арент Де Пейстер. Он построил дополнительный форт в Детройте, а полковник Синклер перевёл гарнизон форта Мишилимакино на остров Макинак. Кларк намеревался идти на Детройт, но Вирджиния не смогла обеспечить его армию продовольствием и снаряжением, поэтому поход не состоялся. Но и захват Венсеннса поколебал веру индейцев в силы англичан. Оттава, чиппева, потаватоми и вайандоты решили придерживаться нейтралитета в войне. Это ослабило позиции Англии и позволило в феврале 1781 года небольшому отряду испанцев, французов и индейцев захватить форт Сен-Джозеф. Он стал единственным фортом Мичигана, побывавшем в разное время под флагом четырёх наций (Франции, Великобритании, США и в этом случае Испании). Когда война завершилась в 1783 году, Мичиган остался под реальным контролем Великобритании, но по условиям Парижского мира был передан США.
Вместе с тем, британские гарнизоны остались в Детройте и форте Мишилимакино под предлогом охраны поселенцев от индейцев, хотя на самом деле Британия удерживала эти посты, чтобы сохранить выгодную меховую торговлю. У США на тот момент не было физической возможности отобрать у англичан Мичиган. До 1787 года Мичиган находился под военным управлением, а потом был объявлен частью канадской провинции Гессе. В 1791 году парламент разделил Канаду на Верхнюю и Нижнюю, и Мичиган оказался в составе Верхней Канады под управлением Джона Грейвса Симко. Он разделил провинцию на округа, которые выбирали делегатов в провинциальную Ассамблею. В 1792 году Уильям Макомб, Франсуа Бэйби и Дэвид Смит представляли в ассамблее округа Эссекс и Кент (Детройт). Постепенно проблемы с Испанией и сокращение меховой торговли заставили Британию отказаться от Мичигана: в 1794 году по условиям англо-американского договора Британия обязалась покинуть все форты Северо-Запада к 1 июня 1796 года. 11 июля 1796 года капитан Мосес Портер поднял флаг США над фортом Детройт.

## Северо-западная территория
В 1783 году, после завершения войны, Конгресс стал решать вопрос управления землями Северо-Запада. В 1784 году был принят «Ордонанс 1784 года», разработанный Томасом Джефферсоном, но он так и не был реализован, а через год был принят «Ордонанс 1785 года» который оговаривал правила замера и продажи земли. Наконец «Северо-западный ордонанс» 1787 года учредил «Территорию к северо-западу от реки Огайо» и оговорил правила перехода от статуса территории к статусу штата. На первом этапе территорией управлял назначаемый губернатор, а после достижения численности в 5000 жителей наступал второй этап, когда можно было формировать Ассамблею и отправлять представителя в Конгресс. Когда население достигало 60 000 жителей, территории разрешалось созвать конституционный конвент, разработать конституцию, и подать заявку на вступление в Союз. Ордонанс гарантировал жителям свободу вероисповедания и свободу суда, а также запрещал рабство на всём Северо-Западе. В мае 1800 года часть Северо-западной территории была выделена в территорию Огайо, а вся остальная часть превратилась в территорию Индиана, при этом Мичиган стал округом Уэйн территории Индиана. В 1803 году территория Огайо получила статус штата, а в 1805 году появилась территория Мичиган.

## Территория Мичиган

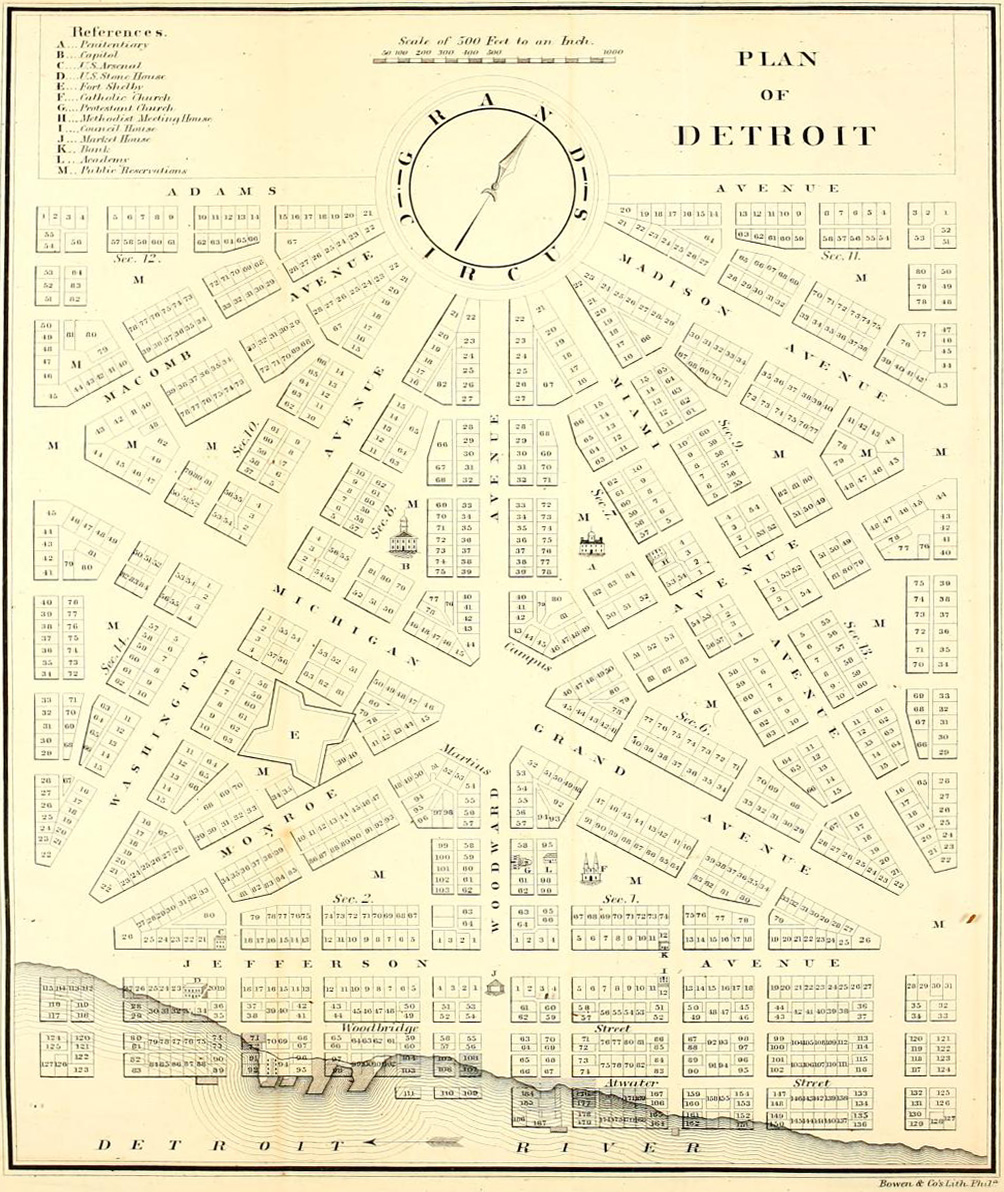
План Детройта 1807 года

Первым губернатором Территории стал генерал Уильям Халл (прибывший 1 июля 1805 года), секретарём при нём был назначен Стенли Крисволд, а судьями стали Фредерик Бейтс (будущий губернатор Миссури) и Огастус Вудвард. Получалось так, что в правительстве постоянно были два южанина и два северянина, которые противодействовали друг другу, по этой причине правительство успело сделать немного. Сам Детройт на момент прибытия Халла почти полностью сгорел при неясных обстоятельствах. Население территории на тот момент на 80 % состояло из франкоговорящих колонистов (которые одевались по французской моде до 1850 года), мало интересовавшихся проблемами правительства; так как Мичиган находился в стороне от основных путей миграций и имел репутацию глухого угла континента, перспективы его заселения казались сомнительными. Судья Вудвард лично составил новый план Детройта, во многом скопированный с плана Вашингтона и сделанный с расчётом на будущее, поэтому своей амбициозностью он вызывал много насмешек у современников.
В 1804 году был проведён пересчёт существующих ферм и проверены их права на землю; выявили 442 фермы, из которых только 6 имели документы на землю. В 1807 году правительство признало право на землю за всеми, кто владел ею до 1797 года, и за их наследниками. В том же году Халл собрал индейцев оттава, чиппева, вайандотов и потаватоми, и заключил с ними Детройтский договор, по которому индейцы уступили часть территории на юге Мичигана.

### Англо-американская война

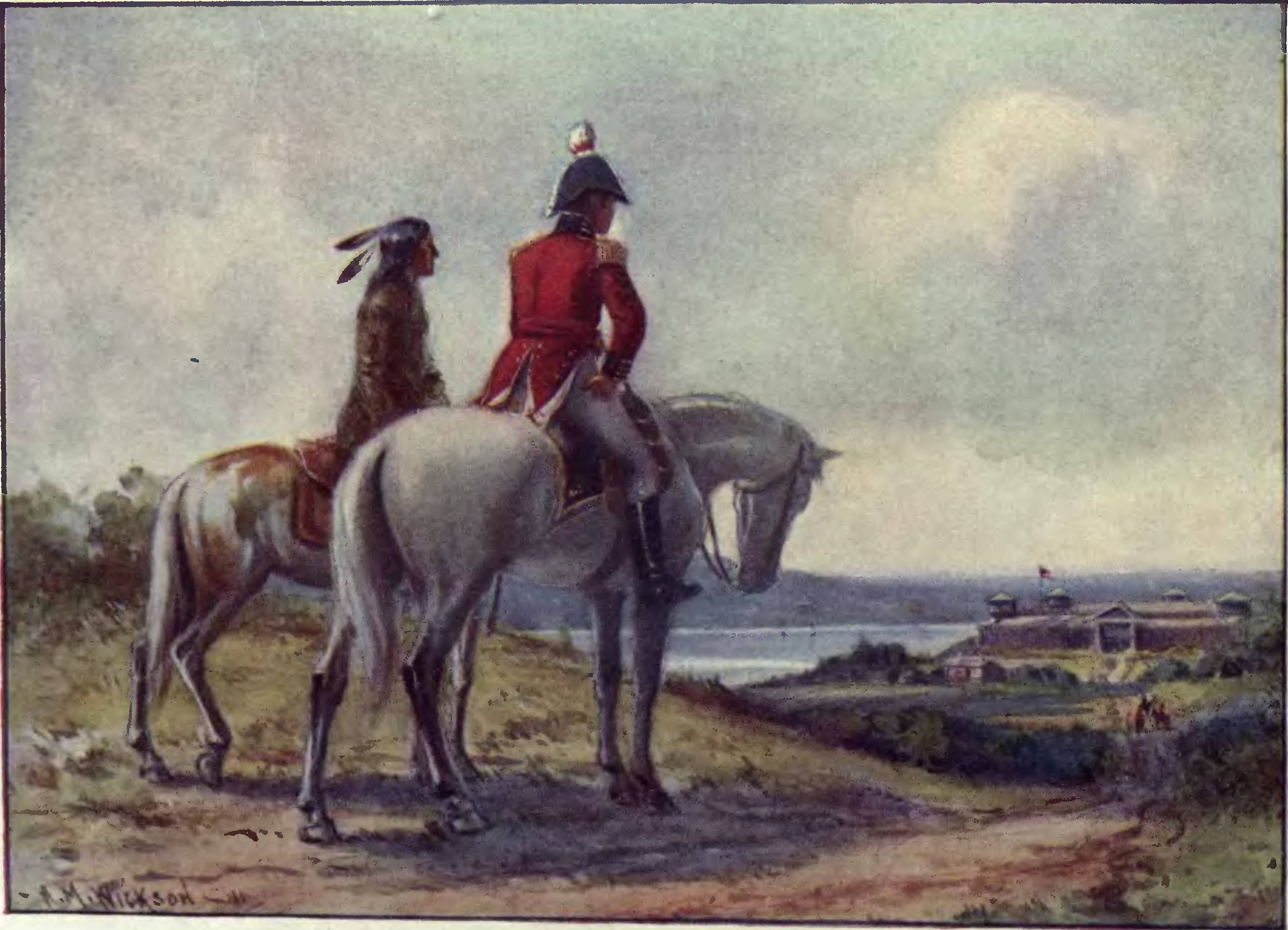
Текумсе и генерал Брок при осаде Детройта

Вскоре после 1796 года англичане за рекой напротив Детройта у городка Амхерстберг построили форт Мэлден. В 1809 году генерал Уильям Генри Гаррисон обратил внимание военного секретаря на этот форт и предупредил, что в случае войны он должен быть захвачен в первую очередь. В феврале 1812 года губернатор Халл был вызван в Вашингтон, где президент Мэдисон присвоил ему звание бригадного генерала и поручил командовать всеми войсками около Детройта. Халл не имел боевого опыта и с большой неохотой принял командование. 30 июня он прибыл к реке Майами с тремя огайскими полками Макартура, Финли и Касса. Губернатор ещё не знал об объявлении войны Англии 18 июня и для облегчения обоза отправил часть снаряжения и документов в Детройт на шхуне «Кайуга». 2 июля у форта Мэлден она была захвачена англичанами. 5 июля Халл подошёл к Детройту, а 12 июля полк Касса перешёл реку и поднял американский флаг на канадской стороне. Касс двинулся в сторону форта Мэлден и захватил мост через реку Канард: сражение на реке Канард стало первым сражением войны 1812 года. Однако Халл не решился атаковать форт. Армия начала терять веру в генерала; 25 июля, в отсутствие Халла, генерал Макартур решил атаковать форт, но был отбит. 28 июля стало известно, что 17 июля форт Макино сдался англичанам. Генерал Айзек Брок перешёл в контрнаступление, 15 августа подошёл к Детройту и начал обстрел города. 17 августа генерал Халл сдал Детройт.
Командование в оккупированном Детройте принял полковник Проктор, который договорился в Вудвартом, что в Мичигане продолжат действовать американские законы и американские чиновники. Потеря Детройта стала тяжёлым ударом для американской стороны, она означала потерю всего Северо-запада и, возможно, поражение в войне. Президент Мэдисон велел генералу Гаррисону отбить Детройт и перейти в наступление в Канаде, но оно было отложено до весны 1813 года из-за погодных условий. Между тем в январе 1813 года генерал Винчестер захватил Френчтаун, но был контратакован британцами и разбит в сражении при Френчтауне. Весной 1813 года англичане несколько раз делали вылазки из форта Мэлден на территорию Огайо, где атаковали американские форты, но были отбиты. На озере Эри тем временем комоддор Оливер Перри построил боевой флот и в сентябре атаковал британские корабли, разбив их в сражении на озере Эри. Эта победа фактически вернула Мичиган обратно под контроль США: 27 сентября американская армия высадилась у Амхерстберга и обнаружила форт Мэлден брошенным. Гаррисон начал преследование, и 3 октября произошло сражение на Темсе, в котором британская армия была разбита, а вождь Текумсе погиб.
В октябре 1814 года американцы заняли брошенный форт Сент-Жозеф, разрушили британскую торговую факторию в Су-Сент-Мари, после чего атаковали форт Макино, но не смогли его взять. В декабре 1814 года был заключён Гентский мирный договор, по условиям которого США 15 июля 1815 года вернули Британии форт Мэлден, а Британия 18 июля вернула форт Макино. В 1875 году в память тех событий форт Макино был превращён в национальный парк.
В августе 1816 года госсекретарь Ричард Раш предложил британскому правительству взаимно сократить количество боевых кораблей на Великих озёрах. 28 апреля 1817 года Британия согласилась ввести ограничения: держать 1 корабль с 18-фунтовым орудием на озере Онтарио, и два таких же корабля на верхних озёрах. Этот договор, известный как Договор Раша-Баго соблюдается обеими странами до сих пор. На Верхних озёрах долгое время (с 1844 года) США держали только пароход USS Michigan, первый броненосец в США.

### Послевоенные годы

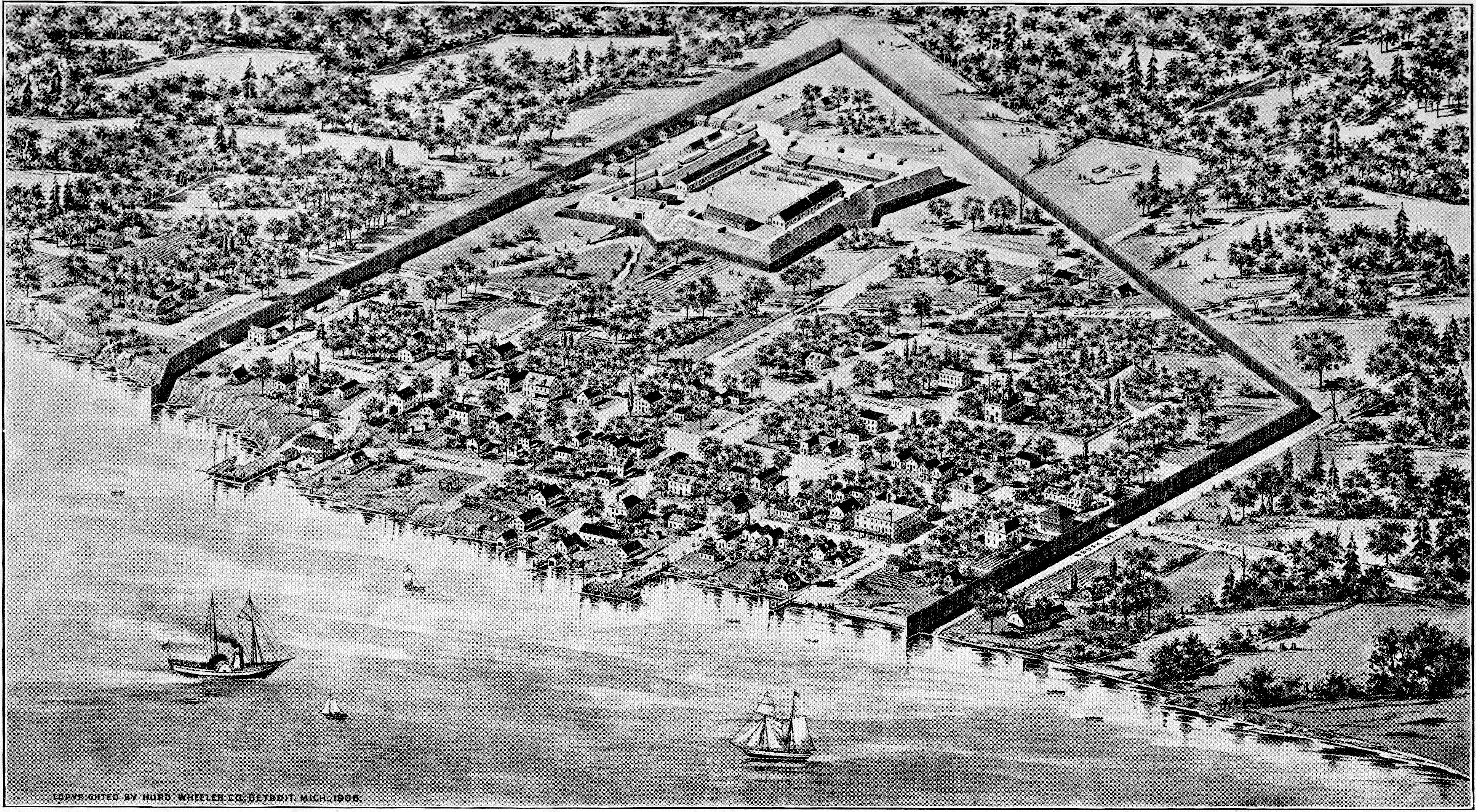
Детройт в 1818 году

Вскоре после сражения на Темсе 29 октября 1813 года генерал Гаррисон назначил полковника Льюиса Касса военным губернатором Мичигана. Он приступил к своим обязанностям в 1815 году; в то время население штата насчитывало пять или шесть тысяч человек, экономика была разрушена войной, не было дорог, мостов, школ, и даже тюрьмы. В том же году Конгресс выделил земли Мичигана для раздачи ветеранам войны, но оказалось, что земля мало пригодна для земледелия: 30 ноября 1815 года Эдвард Тиффин доложил Конгрессу о состоянии земель Мичигана, и Конгресс отменил своё решение, из-за чего земля не попала в руки перекупщиков. В 1816 году в Детройт прибыл протестантский проповедник Джон Монтейт, при участии которого в 1817 году был основан Мичиганский университет. В том же 1817 году начала выпускаться газета Gazette. На следующий год Мичиган увидел первый пароход: 27 августа в Детройт прибыл колёсный пароход «Гуляющий по воде». С этого момента количество пароходов на Великих Озёрах стало быстро увеличиваться. В 1825 году был открыт канал Эри и были запущены три парохода, которые привозили в Детройт по 300 человек в неделю.

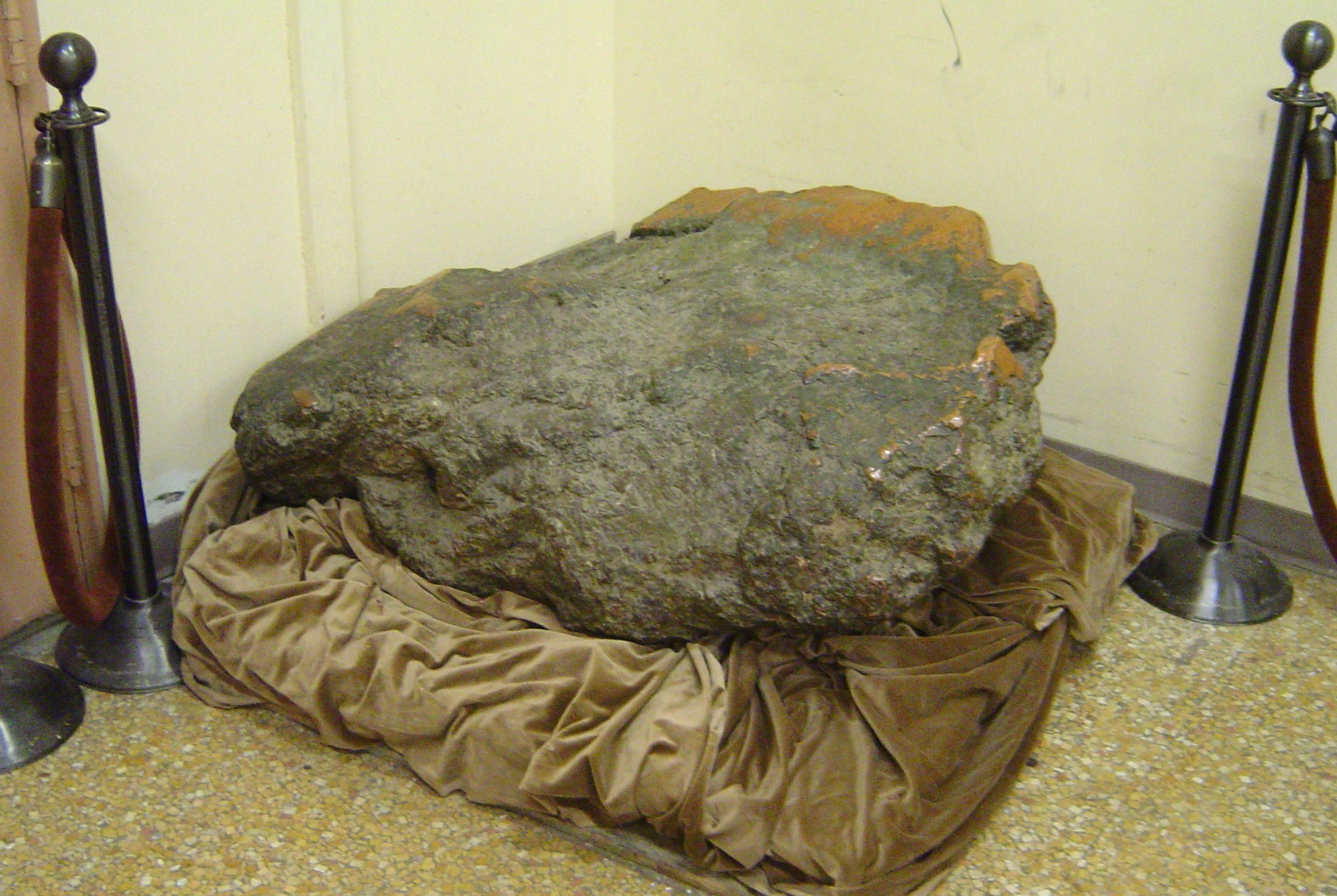
Онтонагонский валун в музее естественной истории

В 1819 году Конгресс США разрешил Мичигану прислать в Конгресс своего представителя без права голоса; им стал близкий друг Касса, коннектикутец Уильям Вудбридж. По его настоянию Конгресс постановил проложить гать через Великое чёрное болото и построить дорогу на Чикаго. Кроме того, на сессии 15-го Конгресса он предложил отправить экспедицию в район Верхнего озера, о котором было почти ничего не известно со времён первых исследований. Экспедиция была организована в 1820 году: она прошла озеро до его западных окраин, встретилась с индейцами, выявила их настроения, а также изучила геологию местности. Экспедицией был найден и исследован давно известный по слухам Онтонагонский валун — медный самородок весом в несколько тонн.

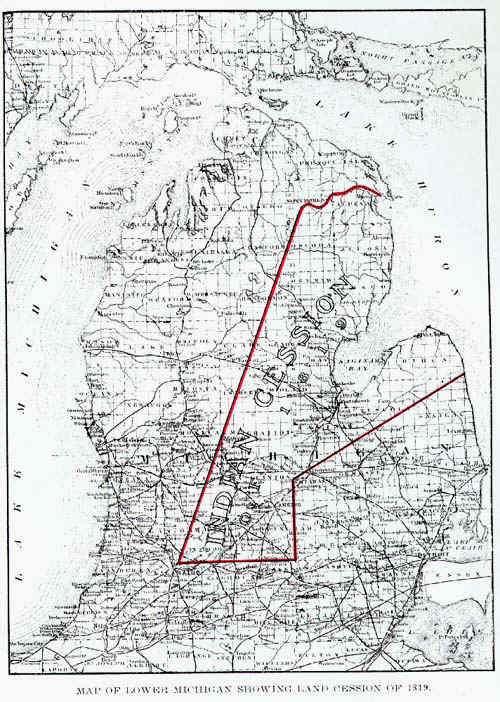
Участок, уступленный индейцами по договору в Сагино

Кассу удалось наладить хорошие отношения с индейцами, и это позволило ему начать переговоры об уступке части Нижнего полуострова в селении Сагино. Результатом стал Договор в Сагино, по которому индейцы продали около 6 миллионов акров — примерно треть всего полуострова — за 3000 долларов разовой выплатой и 1000 долларов последующих ежегодных выплат. Договор был подписан 24 сентября 1819 года и ратифицирован президентом 25 марта 1820 года. Получив эти земли, Касс настоял на пересмотре доклада Тиффина от 1815 года и на проведении повторных землемерных работ. В соответствиями с требованием «Ордонанса 1784 года» вся земля была поделена на «тауншипы» размером 6 на 6 миль, и каждый тауншип поделён на 36 участков, которые поступили в продажу. Это обеспечило приток новых поселенцев и население выросло настолько, что в июне 1824 года прежнее правительство было распущено и сформировано новое. С этого момента началась история самоуправления Мичигана.
В 1827 году форт Детройт был расформирован, и его территория отдана под городскую застройку. В 1829 году в Мичигане были созданы дополнительно 11 новых округов: Берриен, Бранч, Кэлхун, Касс, Итон, Хилсдейл, Каламазу, Сент-Джозеф, Ван-Бьюрен, Джэксон и Ингем, названные в основном в честь политиков эпохи Джексона. В 1831 году Касс сложил с себя полномочия губернатора и стал военным секретарём в кабинете Эндрю Джексона. За время его управления территорией население Мичигана увеличилось с 4000 человек до 32 538 человек. На место Касса президентом был назначен вирджинец Стивенс Мэйсон.
В 1832 году Мичигана достигла Вторая холерная пандемия: она появилась в Квебеке и Монреале и вместе с пассажирами пароходов достигла Детройта, где стала стремительно распространяться. В Мичигане были введены карантинные меры, дороги и заражённые регионы были перекрыты военными, и сам губернатор Мэйсон однажды был арестован за нарушение комендантского часа. Пандемия достигла пика летом, но пошла на спад осенью, и к весне 1833 года прошла полностью
По установившейся традиции, американские фирмы выдавали индейцам товары в кредит осенью и требовали оплаты мехами следующей весной. Но в 1830-е годы количество пушного зверя стало сокращаться, а после крайне бедных на добычу сезонов 1833 и 1834 годов индейцы оказались в долгах. Элберт Херринг, комиссар по индейским делам, решил воспользоваться ситуацией для заключения нового договора, и по его распоряжению агент Генри Скулкрафт обсудил этот вопрос с индейцами. Те были готовы продать США часть своей земли, тем более, что был риск потерять её без компенсации, как показала Война Чёрного Ястреба в Висконсине в 1832 году. Весной 1836 года представители нескольких племён были приглашены в Вашингтон, где в июле подписали Вашингтонский договор. Они уступили все земли на Нижнем полуострове к северу от Гранд-Ривер, за исключением небольших резерваций, в обмен на ежегодную выплату $18 000 в течение двадцати лет, $150 000 товарами и продовольствием, $300 000 на покрытие долгов, и ещё ряд выплат.

### Война за Толидо
Население Мичигана стремительно росло и к 1833 году превысило лимит в 60 000, после которого территория имела право претендовать на статус штата, но Конгресс США отказался рассматривать этот вопрос до решения территориального спора с Огайо. Спорной территорией быта так называемая «Толидская полоса» площадью 468 квадратных миль. Когда Огайо создавал свою конституцию, он провёл границу в соответствиями с указаниями Ордонанса 1787 года, но с небольшой коррекцией, а когда в 1805 году создавали Территорию Мичиган, то об этой коррекции забыли. В 1834 году комиссия Конгресса исследовала спорную территорию и пришла к мнению, что она принадлежит Мичигану, но конгрессмены от Огайо объявили исследования комиссии недостаточно точными. Президент Джексон перед выборами не мог игнорировать позицию Огайо, тем более, что на сторону Огайо встали Индиана и Иллинойс. Так как Конгресс не дал санкции на созыв конституционного конвента, то губернатор Мэйсон решил поступить как Теннесси в 1795 году, и действовать без санкции Конгресса. Кроме того, он издал закон, карающий штрафом огайцев, посещающих спорную территорию.
В последующие месяцы шла своего рода война за спорную территорию, в ходе которой ополчение Мичигана подвергала арестам огайцев, хотя дело так и не дошло до применения оружия.

### Присоединение к США
26 января 1835 года Законодательное собрание Мичигана постановило созвать конвент и создать свою конституцию и правительство. 11 мая в Детройте собрался конституционный конвент, который разработал Первую конституцию Мичигана и постановил, что новое правительство приступит к работе в первым понедельник ближайшего октября. Конституция была одобрена населением, Стивен Мэйсон был избран первым губернатором, Исаак Крэри был выбран представителем в Конгрессе США, а в ноябре Люциус Лайон и Джон Норвелл были избраны в Сенат США.
Президент Джексон был крайне недоволен такими действиями Мичигана. 28 августа он сместил Мэйсона и назначил территориальным губернатором Джона Хорнера, однако это назначение было проигнорировано на осенних выборах в штате. В свою очередь, Конгресс США не признал мичиганских сенаторов. В поисках выхода 2 апреля 1836 года Сенатом был принят «Билль Бентона», который разрешал Мичигану вступить в Союз, при условии, что он уступит спорный участок Огайо и взамен получит часть Верхнего полуострова. Так как Мичиган принимался в виде свободного штата, то было предложено для баланса принять Арканзас в статусе рабовладельческого. 13 июня билль был принят Палатой представителей, а 15 июня Арканзас был принят в союз. Предложение Конгресса было обсуждено легислатурой Мичигана в сентябре в Энн-Харбор и отклонено 28 голосами против (при 21 голосе «за»). С другой стороны, губернатор Мэйсон понимал, что только в статусе штата Мичиган сможет на равных бороться с Огайо за Толедскую полосу, и настоял на повторном голосовании. В декабре собрался второй конвент и под давлением аргументов Мэйсона принял предложение Конгресса.
6 января 1837 года Сенат США проголосовал (25-10) за присоединение Мичигана, 25 января проголосовала Палата представителей (132-43), и в итоге 26 января 1837 года Мичиган был официально принят в Союз как 26-й штат. Этот успех не прекратил спор из-за Толедской полосы: Мичиган запрашивал Конгресс пересмотреть решение и в 1889 году, и в последний раз в 1966 году, но безрезультатно.

## Формирование штата

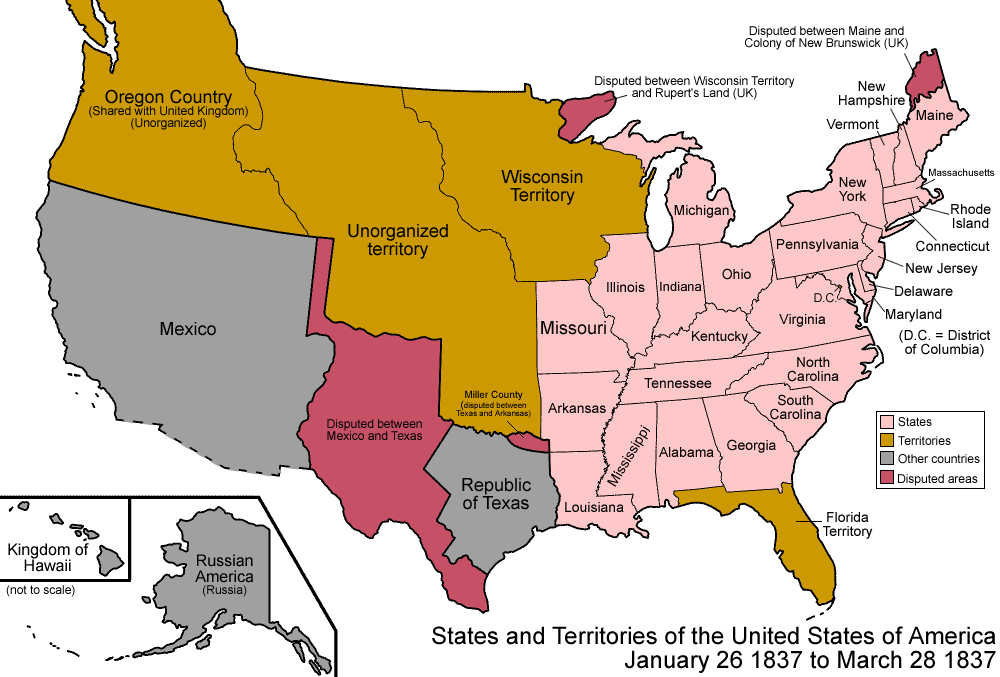
США после принятия Мичигана

Появление пароходов и открытие канала Эри повлияло на то, что Мичиган заселялся исключительно быстро: за 1830-е годы его население выросло до 212 000 человек, что было рекордным приростом в то десятилетие. Люди переселялись в основном из Новой Англии и Нью-Йорка, принося с собой культуру и привычки этого региона. Но были и мигранты из Огайо и Индианы, в основном южного происхождения. Они селились в юго-западной части штата, где сформировалась их особая политическая и бытовая культура. Приезжие были почти все фермерами; пшеница стала в Мичигане главным экспортным товаром, хотя по объёму производства лидировала кукуруза.
В 1830-е годы многие штаты выделяли большие суммы денег на постройку дорог и каналов. Огайо, Иллинойс и Индиана приняли специальные строительные программы. В то время федеральные власти не финансировали строительство дорог, а частного капитала в Мичигане было мало, поэтому дороги можно было строить только за счёт правительства штата (это было даже прописано в конституции). Губернатор Мэйсон уже на первой же сессии легислатуры призвал принять программу дорожного развития; в результате бы принят закон, требующий строительства двух каналов поперёк полуострова и трёх железных дорог. Это был сложный и дорогостоящий проект, тем более что ещё было мало дорожных инженеров. Кризис 1837 года привёл к разорению банков и крупных компаний, что едва не привело к банкротству Мичигана, который спасло только развитие меднорудной промышленности.

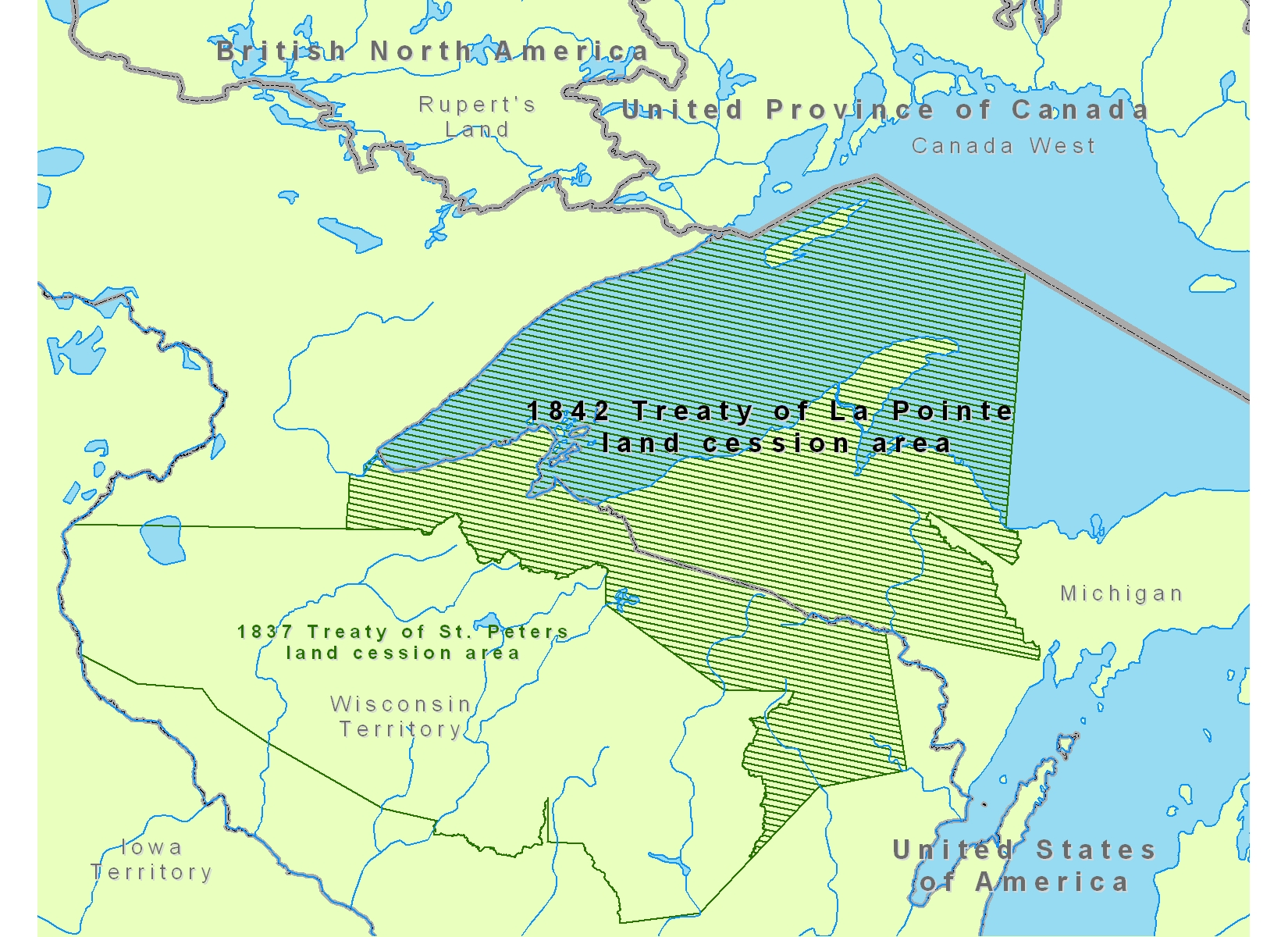
Земли, уступленные индейцами по договору в Ла-Пойнте

Ещё французским и британским властям было известно о существовании в Мичигане медной руды, но она находилась на территории, принадлежащей индейцам, и добывать там ископаемые было невозможно. В 1837 году главным геологом штата стал Дуглас Хоутон, который два года изучал озёра Гурон и Верхнее. В своём отчёте он подтвердил существование Онтонагонского валуна, а также нашёл большие залежи медной руды. Чтобы получить доступ к ним, 4 октября 1842 года был заключён Договор в Ла-Пойнте с индейцами чиппева, которые уступили часть своей территории за $800000 и за право временно остаться на этой территории. В 1843 году Верхний Полуостров был открыт для заселения и стали продаваться земельные участки. На остров хлынул поток поселенцев, и во избежание конфликтов с индейцами президент Закари Тейлор в феврале 1850 года велел индейцам покинуть территорию. Те отказались, и тогда в 1854 году был заключён новый договор, определивший границы резерваций.
С 1847 по 1887 год Мичиган был лидирующим штатом по добыче меди, и только открытие больших медных месторождений в Аризоне и Нью-Мексико переместило его в 1888 году на третье место. В 1844 году землемер Уильям Бёрт обнаружил в Мичигане залежи железной руды. В 1845 году его отчёты были опубликованы, и в последующие годы в штате начали работу несколько компаний по добыче железа. Сначала руду добывали просто с поверхности земли, а с 1870 года начали рыть шахты. В конце века на шахтах появилось паровое и электрическое оборудование. С конца XIX века вплоть до открытия новых месторождений в Миннесоте в 1900-х годах Мичиган был лидирующим штатом по добыче железной руды. Для её перевозки использовались баржи и шхуны, а впоследствии — специальные паровые танкеры. Погрузка в первые десятилетия шла вручную; это был низкооплачиваемый труд, за который обычно брались индейцы: в 1872 году им платили 25 центов за погрузку тонны руды. В 1899 году появились специальные погрузочные механизмы.

### Перенос столицы

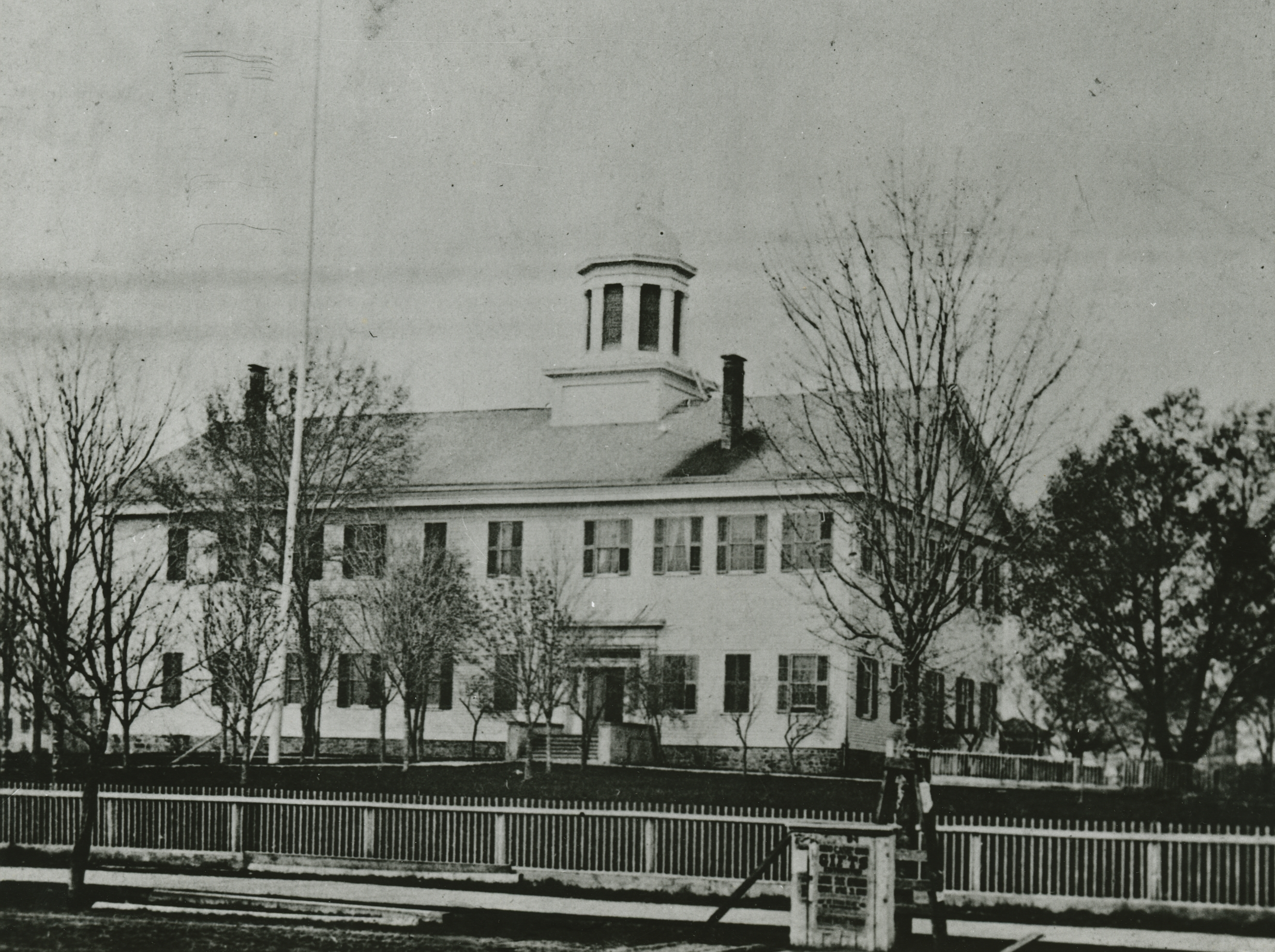
Здание первого мичиганского капитолия в Лансинге

Уже в конституции 1836 года было оговорено, что Детройт останется столицей на 10 лет, а затем будет перенесён в другое место. Это объяснялось тем, что Детройт расположен слишком близко к канадской границе. 16 марта 1847 года легислатура постановила перенести столицу в округ Ингем, в тауншип Лансинг. Некоторое время обсуждалось название нового города; предлагалось назвать его Эль-Дорадо, Киндерхук, Мичиган или Сведенборг, но в итоге было взято название самого тауншипа — Лансинг. Многие жители были переселенцами из нью-йоркского Лансинга, названного в честь канцлера штата, Джона Лансинга. В новой столице был построен капитолий, который был потом перестроен в 1872 году.

### Голландская колонизация
Долгое время в США не было голландских эмигрантов, но в 1830-е годы произошёл раскол в голландской церкви, а в 1839 году в Нидерландах пришёл к власти король Виллем II, при котором начались гонения на раскольников. Они запросили разрешения на эмиграцию в США и получили согласие; 2 октября 1846 года в Нью-Йорк прибыл священник Ван Раалте и 47 его сторонников. Они переехали в Детройт, намереваясь проследовать в Висконсин и Айову, но погода задержала их в Детройте. Их встретил Льюис Касс и другие лидеры штата, и в итоге голландцы решили остаться в Мичигане. Они перебрались в округ Оттава, где основали поселение Холланд. В 1847 году прибыла вторая партия мигрантов, которая основала Зиланд, затем третья партия, которая основала Фрисланд. В 1848 году прибыла группа колонистов из провинции Оверизель, которая основала Оверизельский тауншип в округе Аллеган.
С прибытием второй волны мигрантов связана история катастрофы винтового парохода «Phoenix». В ноябре 1847 года он с эмигрантами из Гелдерланда и Оверэйссела следовал из Буффало в Детройт, а затем через пролив Макино в Чикаго, но 11 ноября на озере Мичиган на нём начался пожар, в результате чего пароход полностью сгорел; при этом погибло 190 человек из 250-ти. Эта катастрофа стала одной из крупнейших катастроф в истории Великих озёр.
Первая группа прибыла в Холланд 12 февраля 1847 года практически без средств к существованию, не зная местных языков, не умея валить лес и не имея свободного от леса места под поселение. Но им удалось выжить, и большая часть голландских мигрантов 1847—1849 годов присоединялась к Ван Раалте. Потом был перерыв на пять лет, а затем новая волна миграции, которая длилась до начала Гражданской войны. Так как в Холланде не было достаточно рабочих мест для ремесленников, то многие поселились в городах Гранд-Рапидс, Каламазу, Гранд-Хейвен и Маскигон. Фермеры же расселились по сельской местности в радиусе 20 миль от Холланда.

### Скандинавская миграция
В 1850 году в Мичигане проживало всего 107 скандинавов, но впоследствии их количество стало быстро расти и к 1890 году достигло 37 000 человек. У скандинавов была хорошая репутация: они были образованными, трудолюбивыми, религиозными и охотно ассимилировались. Среди скандинавов преобладали шведы, которые селились в основном в округах Кент и Маскигон на Нижнем полуострове и в округах Маркетт, Гогебик, Хоутон и Айрон на Верхнем. Финны были не так многочисленны, но оказали серьёзное воздействие на культуру штата. Они сформировали множество обществ трезвости, рабочих союзов и физкультурных обществ. В их общинах запрещались танцы, карточные игры и театр, но поощрялось образование. Они стремились сохранить свою культуру и издавали финские газеты, календари и словари

### Конституция 1850 года
В 1849 году легислатура предложила созвать конвент для пересмотра конституции штата, главным образом для приведения её в соответствие с принципами Джексоновской демократии. 6 ноября это решение было одобрено общим голосованием (33 193 за, 4095 против). Конституционный конвент из 100 делегатов собрался в Лансинге 3 июня и завершил работу к 15 августа. Созданная конвентом Конституция Мичигана была одобрена населением штата 5 ноября подавляющим большинством голосов.
Новая конституция была вдвое больше прежней по объёму и гораздо более детальной. Она ввела много ограничений для легислатуры, в частности, жёстко зафиксировала зарплату легислаторам (губернатор получал $1000). Основными изменениями стали лимит на внешний долг штата (не более $50 000) и запрет на финансирование инфраструктуры. Теперь легислатура выбиралась на два года вместо одного. Все государственные должности стали выборными. Конституция дала право голосования иностранцам и индейцам (в случае их отречения от подданства племени), но не дала его женщинам и чернокожим. Вопрос о голосовании чернокожих был вынесен на отдельное голосование, где получил 32 926 голосов «против» и 12 840 голосов «за».
Была изменена юридическая система штата: исчезли прежние суды округов, и весь штат теперь был разделён на 8 окружных судов (Circuit courts).

### Мормонская колония

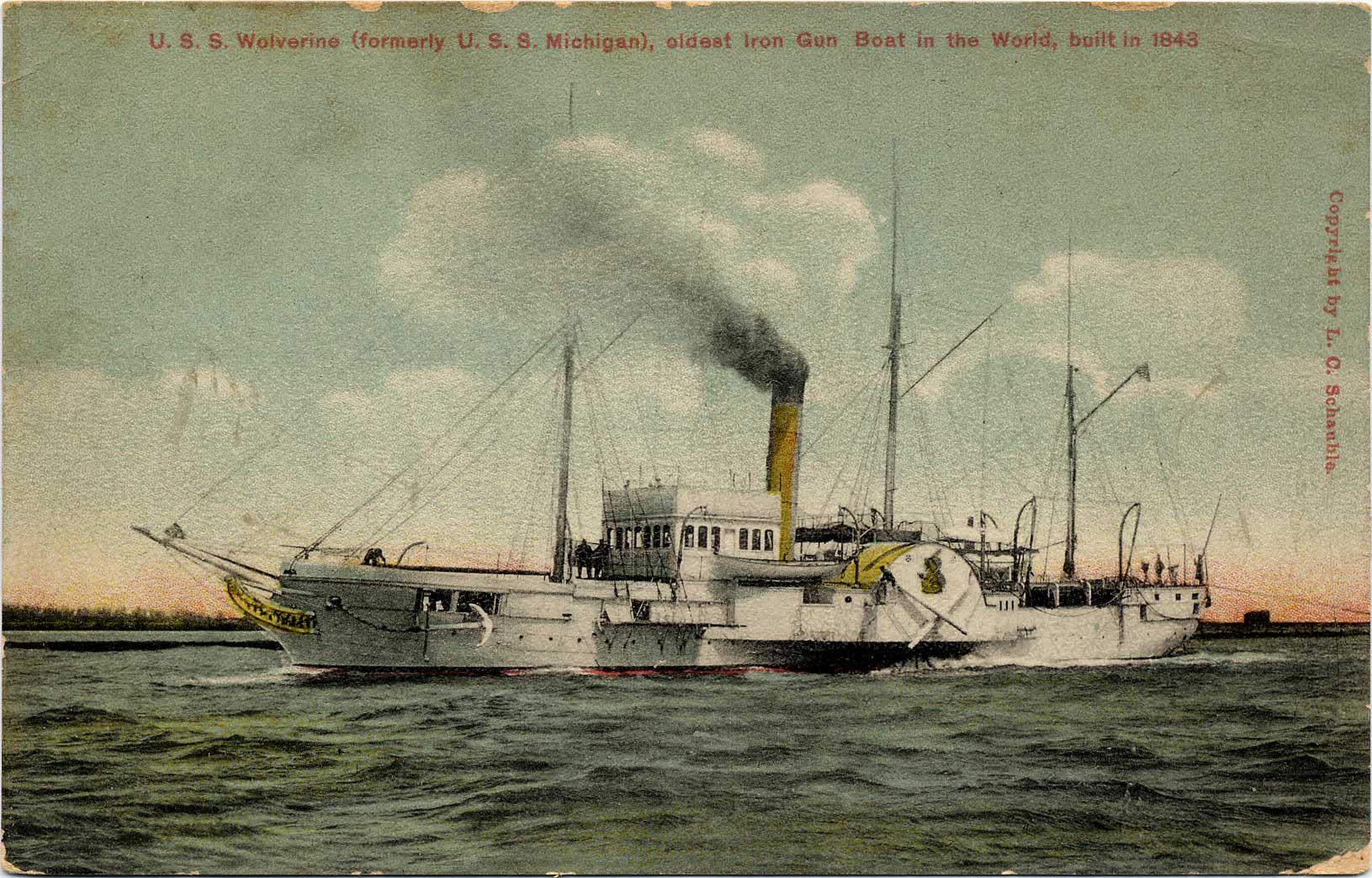
Броненосец USS Michigan

В 1845 году произошёл раскол в общине мормонов в Солт-Лейк-Сити: Джеймс Джессе Стрэнг разошёлся во мнениях с Бригамом Янгом, и с группой своих единомышленников переехал в Висконсин, а в 1847 году переместился на остров Бивер на озере Мичиган. Он сразу оказался в конфликте с жителями округа Макино, многие из которых были католиками. 8 июля 1850 года он был коронован королём острова Бивер; жители Макино попытались сорвать коронацию, но не смогли. Стрэнг пытался ввести на островах свои собственные законы, но быстро понял, что ему придётся подчиняться законам штата. В 1850 году он участвовал в выборах, и сумел протолкнуть своих людей и в законодательное собрание штата и в окружной суд.
Мичиганские политики не решались портить отношения со Стрэнгом, но в 1852 году президент Филмор стал придерживаться антимормонской политики, и Стрэнг был арестован. Он потребовал суда в Детройте, где объявил, что арестован за свои религиозные убеждения, и суд оправдал его. В ноябре того года он сделал так, что все мормоны голосовали за демократов, а те за это объявили остров Бивер отдельным округом. В то же время нашлись недовольные политикой Стрэнга среди самих мормонов. В июне 1856 года он был приглашён на борт броненосца USS Michigan, но уже в порту недовольные мормоны застрелили его. Через две недели жители Макино напали на острова и вынудили мормонов бежать.

### Зарождение республиканской партии

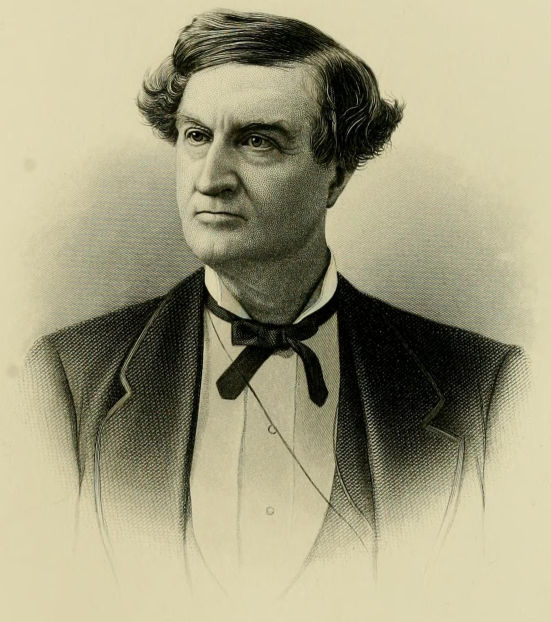
Закария Чандлер, сенатор-республиканец от Мичигана (гравюра 1890 года)

В первые годы существования штата его население было в основном на стороне Демократической партии: мичиганцы в массе были фермерами, которые разделяли идеи Томаса Джефферсона и Эндрю Джексона. С 1836 по 1854 год демократы контролировали легислатуру, и только в 1840 году власть ненадолго перешла к вигам. Демократы штата были расколоты на множество фракций, но умели объединяться перед выборами. Их противниками были виги и партия нативистов; последние достигли некоторых успехов в 1855, но сошли со сцены в 1856. Часть вигов и демократов перешла в Партию свободной земли. Между тем в 1850 году обострились споры относительно рабства и его распространения на новые территории. В 1854 году конфликт вспыхнул с новой силой после принятия «Закона Канзас-Небраска»: в Мичигане протестные митинги прошли в Детройте, Понтиаке, Альбионе, Декстере и Каламазу. Газета Detroit tribune призвала забыть партийные различия и объединиться вокруг общей цели борьбы против рабства. 6 июля 1854 года на митинг в Джексоне собралось 1500 человек, и за отсутствием подходящего здания они разместились в дубовой роще. Собравшиеся выступали против «заговора аристократии» и по этой причине приняли название Республиканцев. Детройтский адвокат Джейкоб Ховард составил программу партии, которая призывала к отмене закона Канзас-Небраска и закона о беглых рабах. Было высказано предложение включить в программу требование полной ликвидации рабства, но оно было отклонено.
Новая партия быстро захватила власть в Мичигане: на выборах 1856 года республиканцы заняли все места в Конгрессе и все высшие посты в Мичигане. В 1857 году сенатором стал республиканец-радикал Закария Чандлер, а в 1859 году губернатор Мичигана Кинсли Бингем тоже прошёл в сенат США, и теперь партия была под контролем радикалов, которые были готовы покончить с рабством любой ценой. Многие фермеры голосовали за республиканцев, и за это в 1855 году под Лансингом был основан Мичиганский Сельскохозяйственный Колледж. К 1860 году Мичиган стал самым прореспубликанским штатом в стране.
Во время президентских выборов 1860 года Мичиган был в основном на стороне нью-йоркского республиканца Уильяма Сьюарда (отчасти потому что многие мичиганцы были выходцами из Нью-Йорка). На конвенте республиканской партии Мичиган проголосовал за Сьюарда, но когда победил Авраам Линкольн, мичиганец Остин Блэр призвал штат сохранить симпатии к Сьюарду, но голосовать за Линкольна. В итоге в ноябре 1860 года в Мичигане победил Линкольн, а Остин Блэр стал губернатором штата. Республиканцы захватили большинство мест в сенате штата и в Палате представителей.
Победа Линкольна породила сепаратистские настроения на Юге, а президент Бьюкенен не предпринимал решительных шагов по подавлению сепаратизма; это разочаровало Льюиса Касса, который 14 декабря подал в отставку с поста госсекретаря. В декабре 1860 года Южная Каролина вышла из состава Союза. 2 января 1861 года прошла инаугурация губернатора Блэра, который в своей инаугурационной речи назвал сецессию революцией, призвал сохранять Союз любой ценой и незамедлительно наказать изменников. Когда Вирджиния призвала созвать мирную конференцию в Вашингтоне, Мичиган отказался в ней участвовать, поскольку «с предателями не заключают компромиссов». Сенатор Чандлер написал Блэру письмо, где сказал, что гражданская война даже желательна, поскольку «дерево свободы надо поливать кровью тиранов и патриотов», и что без «небольшого кровопускания» Союз ничего не стоит. Это письмо попало в газеты и впоследствии вызвало много нападок на Чандлера.

## Гражданская война

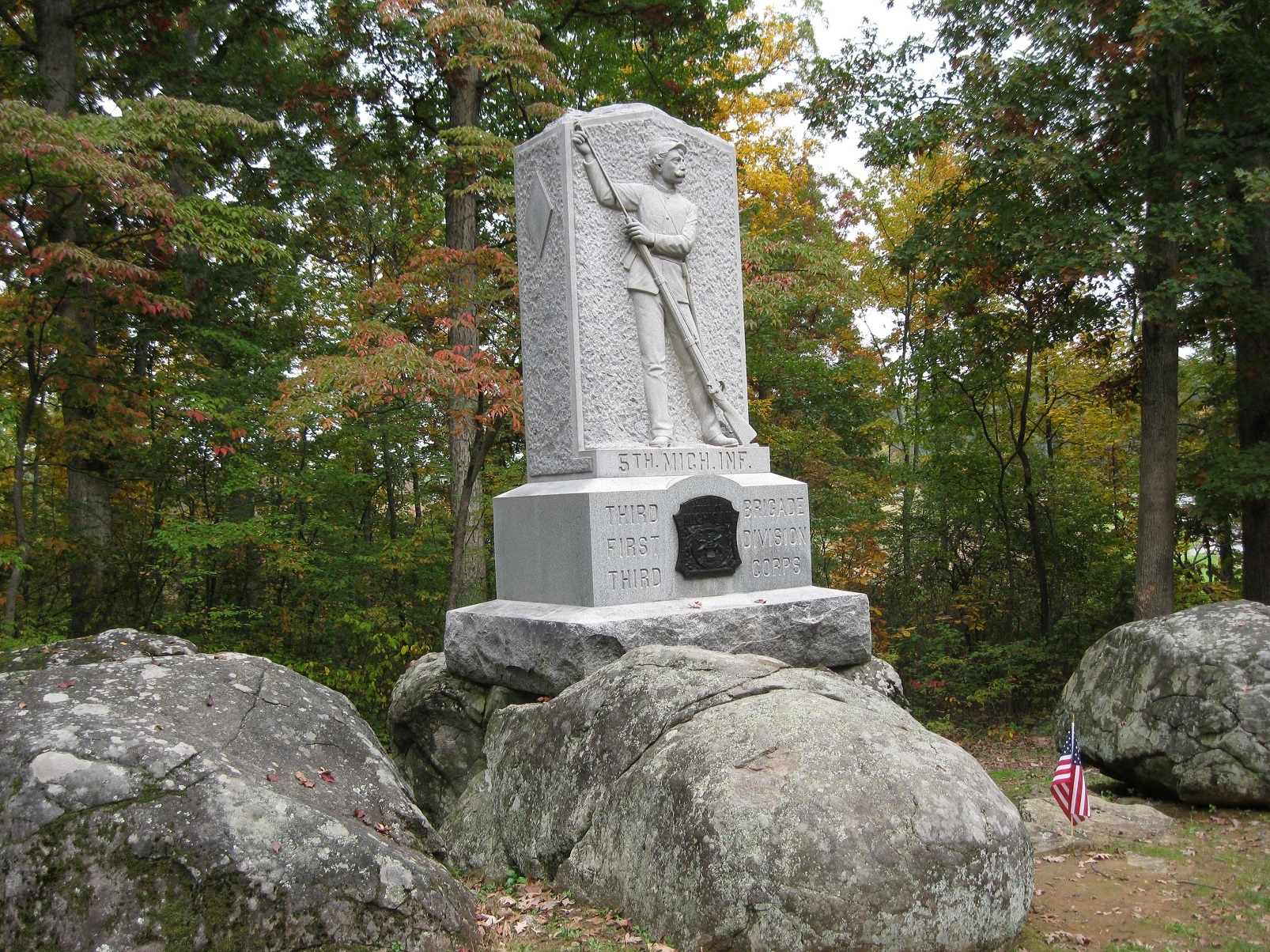
Памятник 5-му Мичиганскому полку на гетисбергском поле боя

13 апреля 1861 года в Детройте узнали об обстрела форта Самтер, а 15 апреля президент Линкольн издал прокламацию о наборе 75 000 доброовольцов в армию. От Мичигана был запрошен один пехотный полк. Губернатор сразу объявил о наборе 10-ти рот, которые были собраны в форте Уэйн и сведены в 1-й Мичиганский пехотный полк. 1 мая полк был принят на службу в федеральную армию сроком на три месяца и передан под командование полковника Орландо Уилкокса. 16 мая 1-й Мичиганский прибыл в Вашингтон первым из всех полков, набранных на западе. 23 мая федеральная армия перешла Потомак и вступила в Вирджинию, при этом первым полком, вошедшим в Вирджинию стал 1-й Мичиганский.
В январе 1862 года на сессии Ассамблеи губернатор Блэр призвал к уничтожению рабства, и Ассамблея приняла резолюцию, требующую немедленного освобождения всех рабов, и призвала Конгресс решительнее вести войну. К июлю 1862 года уже 27 000 мичиганцев служили в федеральной армии. Но ближе к осени армия понесла ряд поражений в Вирджинии, что почти остановило приток новых добровольцев. Уже 15 июля произошло столкновение между противниками и сторонниками призыва в Детройте. Для стимулирования призыва частные лица стали выдавать по $10 всем добровольцам, и такими мерами ситуацию удалось исправить: было набрано 5 необходимых полков и ещё 8 полков сверх нормы. В округе Уэйн был набран 24-й Мичиганский пехотный полк, который стал частью знаменитой «Железной бригады» Потомакской армии.
Помимо Уилкокса, известным генералом был Альфеус Уильямс, который в Мексиканскую войну командовал 1-м Мичиганским полком; в 1861 году губернатор назначил его командиром тренировочного лагеря, в конце года он командовал 3-й бригадой дивизии Бэнкса, во время сражения при Энтитеме временно командовал XII корпусом Потомакской армии, затем долго возглавлял дивизию корпуса, участвовал в сражениях при Чанселорсвилле и при Геттисберге, в наступлении на Атланту, и закончил войну в Южной Каролине. Позже он был кандидатом в губернаторы Мичигана, а в 1870-х был депутатом Конгресса США. В конце века в Детрйоте была установлена его конная статуя.
Всего за годы войны в федеральной армии служило 90 000 мичиганцев, примерно 23 % от мужского населения штата. Из 7000 чернокожих, проживающих в штате, в армию записался 1661 человек. Ближе к концу войны был сформирован отдельный 1-й Мичиганский цветной пехотный полк. В армию вступили 145 мичиганских индейцев. Всего Мичиган сформировал 31 пехотный полк, 11 кавалерийских полков и 14 артбатарей. Примерно 500 мичиганцев служили во флоте США. Примерно каждый шестой военнослужащий не вернулся домой: потери Мичигана умершими составили 15000 человек. Процент боевых потерь был невелик: в 6-м Мичиганском пехотном полку погибло 582 человека, но только 78 из них пришлось на боевые потери.

## Послевоенный период
4 января 1865 года Остин Блэр покинул пост губернатора. Его место занял Генри Крэпо, уроженец Массачусетса, а затем, с 1868 по 1872 год губернатором был Генри Болдуин. В это время, в 1866 году, в Детройте умер Льюис Касс. При Болдуине прошла геологическая разведка Верхнего полуострова, утроилась пропускная способность шлюзов в Солт-Сен-Мари, был прорыт небольшой канал из Верхнего озера в озеро Портаж и проложено 2000 миль железных дорог.
Джейкоб Ховард, сенатор от Мичигана, был автором проекта 13-й поправки и главным борцом за её продвижение в то время, когда многие в сенате считали эту поправку слишком радикальной (впоследствии о его участии было написано на его надгробии). 31 января 1865 года она была принята, а к декабрю её ратифицировали 27 штатов. В том же году Ховард был переизбран сенатором и вступил в комитет, который к началу 1866 года разработал 14-ю поправку, дающие чернокожим все права гражданства. Ховард был радикальным республиканцем и одним из тех, кто голосовал за импичмент президенту Джонсону. Он умер в апреле 1871 года, через месяц после окончания своего сенатского срока.
В то же время республиканская партия постепенно утрачивала популярность в Мичигане. В 1872 году в США появилась Либеральная республиканская партия, которую в Мичигане возглавил Остин Блэр. Он стал требовать борьбы с коррупцией и амнистии бывшим конфедератам. Партия выдвинула его кандидатом в губернаторы против республиканского кандидата Джона Бэгли, но Блэр проиграл (набрав 36 % голосов), и губернатором стал Бэгли. Но успех республиканцев был временным: в 1873 году Мичиган начал страдать от экономической депрессии, что заставило фермеров покидать ряды республиканской партии и присоединяться к фермерской партии под названием «Грэндж». Кроме этого, Республиканская партия раскололась в вопросе выпуска денег: одни были сторонниками выпуска металлической монеты, другие настаивали на печати бумажных банкнот. Споры о сухом законе также подрывали единство партии: она традиционно выступала за запрет алкоголя, но это оттолкнуло от неё американцев немецкого происхождения, которые потребляли много пива. В итоге губернатор Бэгли в 1875 году добился отмены Сухого закона 1855 года.
В 1895 году истёк сенатский срок Захарии Чандлера, и демократам Мичигана удалось предотвратить его переизбрание. Президент Грант нашёл ему должность в администрации и помог сохранить политическое влияние, так что в 1876 году Чандлер был одним из тех, кто привёл к власти Рутерфорда Хайса. В 1878 году, когда республиканцы теряли позиции по всей стране, Чандлеру удалось добиться переизбрания губернатора Чарльза Кроссвелла и захватить все места в Конгрессе. Чандлера стали звать «Королём мичиганской политики». В 1879 году освободилось сенатское место и у Чандлера возник шанс снова стать сенатором; он легко победил на выборах, но в том же году внезапно скончался от инфаркта. С ним ушла целая эпоха. Республиканцы остались без лидера, а борьба за лидерство только ещё больше подрывала единство партии.

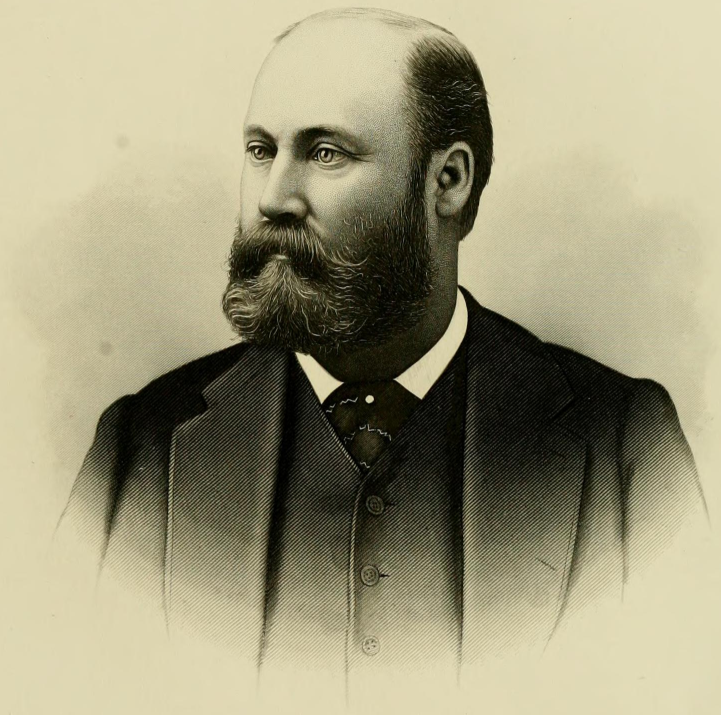
Губернатор Хейзен Пингри

На сенатское место Чандлера был выдвинут бывший губернатор Болдуин, но в 1881 году он проиграл Конгеру и в расстройстве чувств покинул штат, переехав в Калифорнию. Годом ранее на пост губернатора был выбран Дэвид Джером, и в том же году на президентских выборах в Мичигане победил Джеймс Гарфилд. Это была крупная победа республиканцев, но уже в 1882 году оппозиция объединилась и продвинула в губернаторы «фьзиониста» Джозайу Бегойла: впервые после 1854 года республиканцы утратили контроль над правительством штата. Но удача оппозиции была недолгой, и уже в 1884 году республиканец Рассел Элджер добился избрания губернатором. Конец 1880-х в Мичигане был относительно спокойным. В 1886 году партия провела в губернаторы фермера Кируса Ласа, некогда главу мичиганского «Грэнджа». В 1887 году сенатором стал Джеймс Макмиллан, который стал реальным наследником Чандлера.
Другим крупным политиком стал мэр Детрота Хейзен Пингри, который провёл в городе несколько реформ в духе прогрессивизма. Республиканцы-консерваторы в легислатуре штата чинили ему препятствия, поэтому в 1892 и 1894 годах он пытался избирался в губернаторы, но сенатор Макмиллан не допустил этого. Только в 1896 году легислатура допустила Пингри к выборам, что взбесило Макмиллана, который в знак протеста покинул сенатское место. Он победил на выборах (а Маккинли на президентских выборах), и пытался провести несколько прогрессивистских реформ, но сенат штата не дал ему такой возможности, поэтому в 1901 году Пингри покинул пост губернатора.

## XX век

### Зарождение автомобилестроения

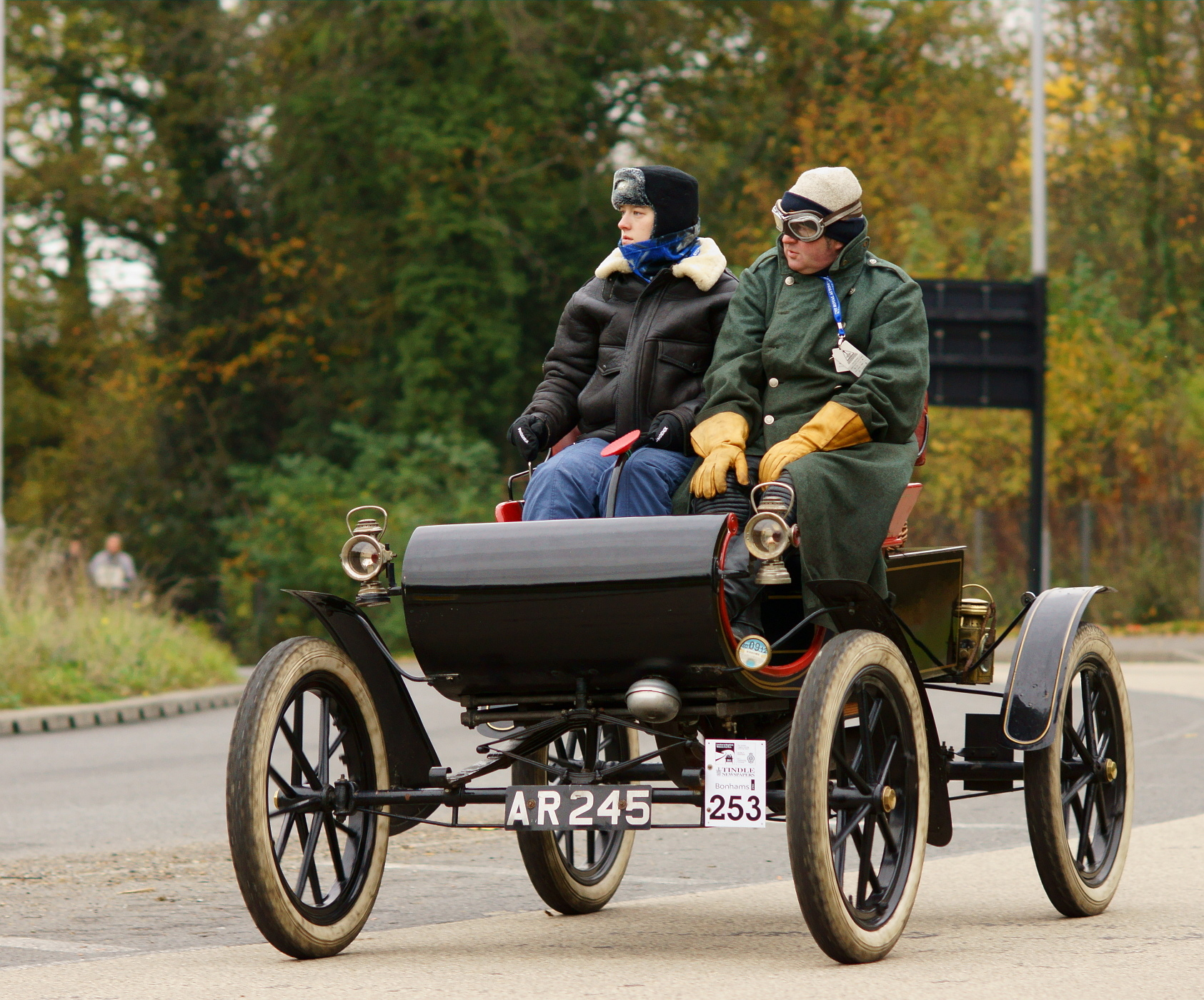
«Oldsmobile» 1903 года выпуска

Отцом мичиганского автомобилестроения стал Рэнсом Олдс, который в 1896 году сконструировал свой первый автомобиль. В 1899 году он открыл производство в Детройте, а в 1900 году выпустил «Oldsmobile» весом 700 фунтов, себестоимостью $300, и продажной стоимостью $650. В 1903 году Олд продал уже 4000 таких автомобилей, а в 1904 году продал производство «Олдсмобилей» и основал компанию Reo Motor Car Company, которая производила автомобили REO. Успех Олда вдохновил других коммерсантов, и к 1907 году в Мичигане было уже 270 фирм, производящих автомобили. Одной из них была фирма Генри Форда.
Фирма Ford Motor Car Company была основана в 1903 году. Форд стремился создать машину более лёгкую, дешёвую, и простую в ремонте, чем машины Олдса. К 1908 году он разработал модель Ford-T, и продал 25 000 штук в первый же год производства. Форд стремился к тому, чтобы его машины были как можно дешевле: в 1912 году Ford-T стоил $600, а в 1916 году уже $360. После 1917 года Форд контролировал уже половину автомобильного рынка страны. Всего было произведено 15 миллионов автомобилей Ford-T, пока в 1927 году она не вышла из моды.

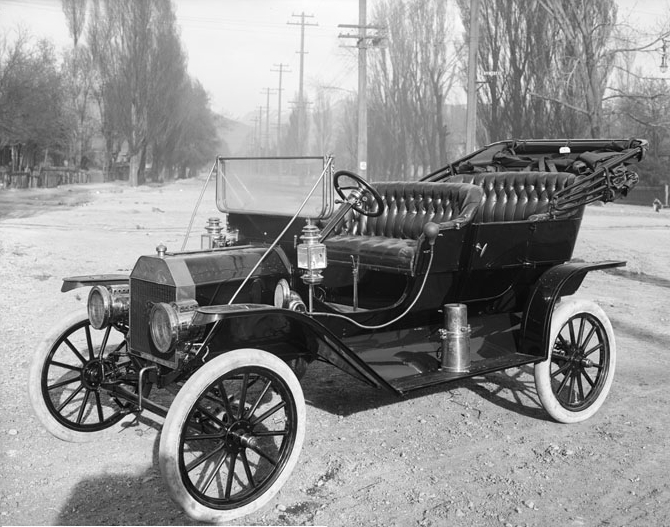
Ford-T 1910 года выпуска

В 1901 году шотландский эмигрант Дэвид Бьюик основал фирму Buick Motor Car Company, но уже в 1903 году продал её Джеймсу Уайтингу, который перенёс производство в город Флинт. С 1904 года компанию возглавлял Уильям Дюран, внук губернатора Генри Крэпо. К 1910 году «Бьюик» занимал 6-ю часть автомобильного рынка страны. В 1908 году Дюран скупил около 30-ти автомобильных фирм, в их числе Oldsmobile, Pontiac и Cadillac, и в итоге 16 сентября 1908 года была основана корпорация «General Motors». Дюран собирался купить REO и Ford, но не смог договориться с Генри Фордом. В 1910 году инвесторы отстранили Дюрана от управления, но он объединился с бывшим гонщиком Луи Шевроле и стал выпускать автомобиль «Chevrolet». Проект оказался таким успешным, что к 1915 году Дюран выкупил контрольный пакет акций «General Motors».
В 20-х годах «General Motors» обогнало по продажам автомобили Форда, развивая не столько качество, сколько имидж своих машин. Была разработана своеобразная социальная лестница: покупатель приобретал сначала недорогой Шевроле, затем, по мере роста доходов, более дорогой Понтиак, Олдсмобиль, Бьюик, и в конце самый статусный автомобиль — Кадиллак.

### Прогрессивизм в Мичигане
Флагманом прогрессивизма на западе был штат Висконсин, поэтому эту идеологию здесь иногда называли «Висконсинской идеей». Из Висконсина идеи прогрессивизма распространялись на соседние штаты. В Мичигане они проявлялись очень различно: например, в Гранд-Рапидсе прогрессивистом был мэр Джордж Эллис (1906—1916), который выступал за регулирование алкоголя, но не за запрет; он создавал парки, улучшал водоснабжение и строил госпитали. Он так же боролся за реформирование городского управления. В Детройте за реформы боролась Детройтская Муниципальная Лига, а после 1912 года Лига Детройтских Граждан: они были против коррупции и алкоголя. Они выступали за полный запрет алкоголя и требовали контроля за мигрантами. Мэр Детройта в 1912 году вскрыл крупную коррупционную схему в городском правлении, что привело к принятии новой городской хартии.

Губернатор-прогрессивист Чейз Осборн

Самым известным прогрессивистом Мичигана стал Чейз Осборн, который в 1910 году начал бороться за пост губернатора, обещая ужесточить законы по охране детского и женского труда и добиваться честного и эффективного правительства. Он путешествовал на автомобиле по всему штату, выступив с речами на 700 собраниях. Став губернатором, Осборн провёл несколько законов, регулирующих железные дороги, почтовую службу и салуны. При нём была пересмотрена система налогообложения, ратифицирована 16-я поправка и реорганизована Национальная Гвардия штата. При Осборне в Мичигане были приняты первые законы о денежной компенсации рабочим (при несчастных случаях и т. п.). В ноябре 1912 года прошли президентские и губернаторские выборы: в Мичигане (где общество раскололось на сторонников Рузвельта и сторонников Тафта) победил Теодор Рузвельт, а губернатором стал Вудбридж Феррис. При Феррисе легислатура приняла ещё несколько прогрессивистских законов. В 1916 году губернатором стал консерватор Альберт Слипер, и прогрессивистское движение приостановилось.
В эпоху прогрессивизма усилились призывы к «сухому закону», и к 1910 году 36 округов штата ввели у себя запрет на алкоголь. В 1916 году кампанию за запрет алкоголя начал проповедник Билли Сандей, которого поддержал Генри Форд. В том же году мичиганцы на референдуме проголосовали за запрет, и таким образом «Сухой закон» был введён в штате ещё до принятия 18-й поправки.
Одновременно в Мичигане принимались законы, улучшающие положение женщин: в 1911 году мужья потеряли право присваивать доходы жены, в 1913 году был установлен минимальный размер зарплаты для женщин. Ещё ранее им был гарантирован 10-часовой рабочий день и выходной в воскресение. Предложение дать женщинам право голосования рассматривалось в 1908 году и было отклонено, в 1912 году Осборн предложил соответствующую поправку, но и это предложение не прошло, через год новое обсуждение снова окончилось ничем. Только в 1920 году Мичиган был вынужден принять 19-ю поправку и дать женщинам право голоса.

### Первая мировая война

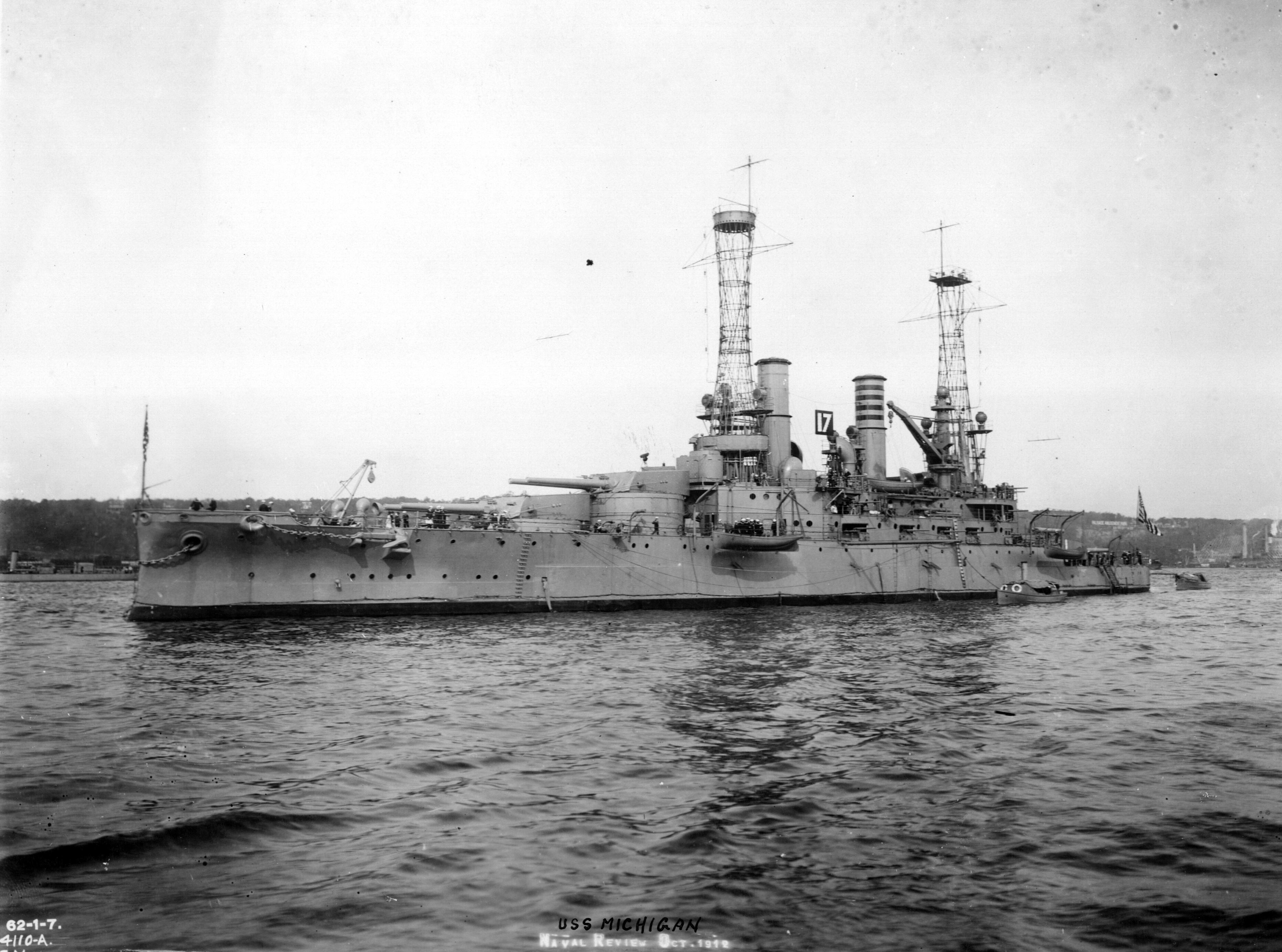
Броненосец USS Michigan в 1912 году

Когда в 1914 году началась Первая мировая война, некоторые мичиганцы были против участия страны в конфликте: активным пацифистом был Генри Форд, который в 1915 году отправил в Европу мирную делегацию. 6 апреля 1917 года Конгресс объявил войну Германии. Легислатура Мичигана ещё за несколько дней до этого создала комиссию по подготовке штата к войне. Был сформирован денежный фонд, который помогал военным приобретать униформу и снаряжение. В Мичигане появился тренировочный лагерь Кэмп-Кастер и авиабаза Селфридж-Филд. Были предприняты меры по улучшению продовольственной базы: фермерам помогали приобретать тракторы и семена, появилось около 30 000 так называемых «военных огородов». Из-за этих мер производство продовольствия в штате выросло за два года на 30 %.
Одновременно началась борьба со всем немецким, от чего пострадали даже те, кто просто носил немецкую фамилию. Люди стали менять немецкие имена на английские, немецкие названия товаров так же изменились («франкфуртер» стал «хот-догом»). Была сформирована Домашняя гвардия и Служба констеблей для охраны мостов и туннелей. Нацгвардейцы Мичигана и Висконсина были приняты на службу в федеральную армию и включены в 32-ю пехотную дивизию. Многие мичиганцы попали в 85-ю дивизию, которая участвовала в оккупации Архангельска в 1919 году. За всю войну в армию вступило 133 485 мичиганцев, что составило 3,6 % от численности американской армии. Около 5000 мичиганцев погибло на войне и около 15 000 получили ранения.
В 1918 году за место сенатора боролись республиканец Труман Ньюбери и, по просьбе президента Уилсона, демократ Генри Форд. Ньюбери победил, но Форд обвинил его в нарушении закона о выборах. Суд признал Ньюбери виновным, но Верховный суд отменил это решение. Сенат, после долгих споров, сохранил за Ньюбери сенатское место, но в ноябре 1922 года он покинул Сенат по своей воле. Его преемником стал Джеймс Козенс, бывший мэр Детройта и личный друг Форда.
Большевистская революция в России привела к страхам перед «Красной угрозой» в 1919 и 1920 годах. В Мичигане были проведены «Красные рейды» и тысячи людей были арестованы по подозрению в терроризме.

### Ревущие двадцатые

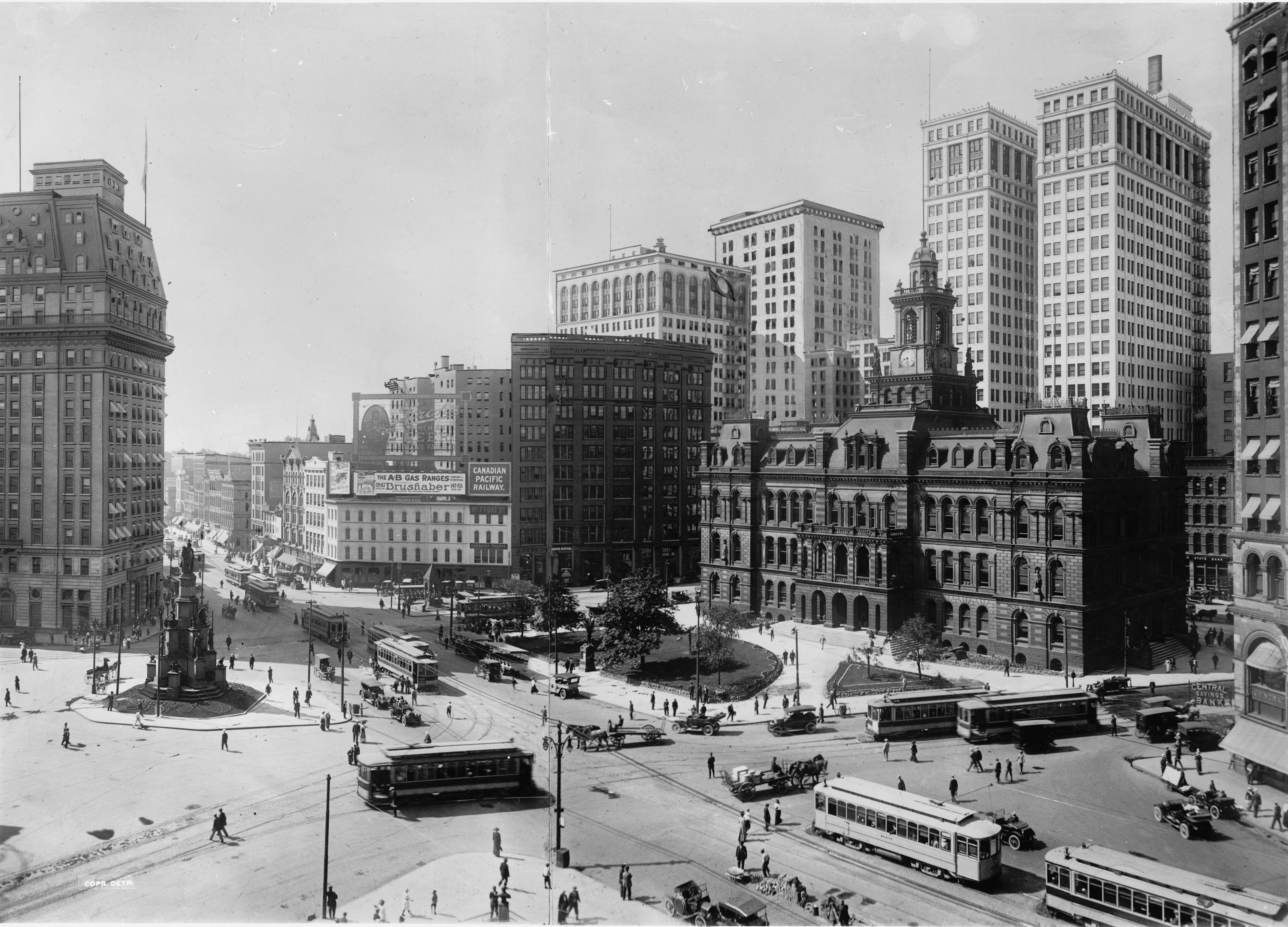
Детройт около 1920 года

В 1920-х стремительно развивалась автомобильная промышленность Мичигана, в ней было занято примерно 370 000 человек. Это вызвало прилив мигрантов в Мичиган и население штата выросло с 3 668 412 в 1920 году до 4 842 325 в 1930 году. Детройт насчитывал 1,5 миллиона жителей, оказавшись на 4-м месте в стране. Почти 850 тысяч мичиганцев в 1930 году были иностранного происхождения. Выросло и количество чернокожих: с 60 000 в 1920 году до 170 000 в 1930 году.
В 1920-е годы вопреки Сухому закону алкоголь в больших количествах завозился из Канады, и только в Детройте действовало 25 000 нелегальных салунов, отчего Детройт получил прозвище «Ромовой столицы Америки». К 1931 году Детройт лидировал по количеству нарушений антиалкогольного законодательства. Поток алкоголя в основном контролировался криминалом, в Детройте это была Пурпурная банда. Большие деньги делались и на проституции, в Детройте в те годы действовало 700 борделей. Только в 1932 году Мичиган отменил Сухой закон, а в 1933 году стал первым штатом, который ратифицировал 21-й поправку (отменяющую сухой закон).
В те же годы в США сформировался Второй Ку-клукс-клан, который утверждал, что евреи, католики и чернокожие подрывают протестантскую мораль. К середине 20-х в Мичигане было, предположительно, около 8000 членов клана, половина из которых базировалась в Детройте. Клановцам удалось продвинуть своих людей в мэры Флинта в 1924 и Детройте в 1929 и провести несколько человек в легислатуру штата. Клан выпускал газету The Fiery Cross и держал собственную студию звукозаписи в Детройте. В 1923 году был принят закон против ношения масок, но подконтрольная Клану легислатура штата помешала приведению закона в исполнение.
Губернатором Мичигана в 1920 году стал Алекс Гросбек, который переизбирался в 1922 и 1924 годах. Он был талантливым администратором, которому удалось полностью реформировать правительство штата и привести в порядок его финансы, так что к концу его срока штат избавился от долгов. Были отремонтированы Университет Мичигана и Сельскохозяйственный колледж, а в декабре 1924 года началась стройка самой большой в США тюрьмы (в Джексоне). Главным же достижением Гросбека стала программа дорожного строительства, разработанная, чтобы, по его словам, «вытащить Мичиган из грязи». Ему удалось улучшить 6500 миль дорог и проложить 2000 миль бетонных шоссе. Но к 1926 году консерваторы штата сочли Гросбека слишком либеральным, воспротивились его переизбранию, и губернатором стал Фред Грин, позже переизбранный в 1928 году. На его срок пришлись последние годы процветания и первые годы Великой депрессии.

### Депрессия и Новый курс

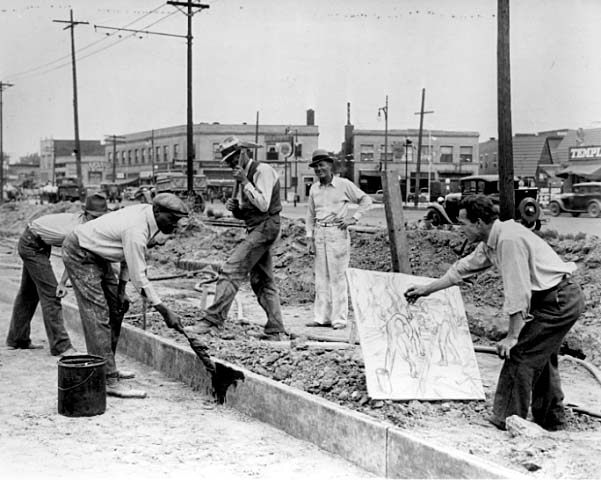
Мичиганцы на общественых работах по программе WPA (1939 год)

Мичиганским губернатором в годы депрессии был Уилбер Брукер, консерватор, республиканец, и активный сторонник президента Гувера. На момент его избрания в 1931 году уровень безработицы в штате достиг 18 %, к 1932 году уже 43 %, а к 1933 году 46 %, при среднем по стране 24 %. Однако губернатор был уверен, что работа существует для всех, кто хочет работать, хотя это было явно не так. Частные благотворительные организации почти исчерпали свои ресурсы к 1932 году; сенатор Козенс запросил помощи у крупных финансистов, за что попал под жёсткую критику. Губернатор Бракер отказывался принять федеральную помощь, утверждая, что «мичиганцы могут сами решить свои проблемы». Он создал комиссию для решения проблемы безработицы и совершил тур по соседним штатам, призывая покупать больше мичиганских товаров.
От депрессии сильнее всего пострадал Детройт, куда съехалось много народу в ожидании появления новых рабочих мест. Мэр Фрэнк Мёрфи, либеральный демократ, пытался оценить масштабы проблемы и оказывать помощь в поиске работы. Он брал в аренду здания заброшенных фабрик, чтобы использовать их под жильё для безработных, но консерваторы, в том числе и сам Генри Форд, обвинили его в нерациональном расходовании средств. Губернатор Бакер утверждал, что все проблемы Детройта проистекают из-за неграмотного управления. 7 мая 1932 года рабочие Детройта, под влиянием местных коммунистов, выдвинули ряд требований Генри Форду. Это привело к столкновениям с полицией, которая применила водомёты и огнестрельное оружие. Четыре человека было убито и девятнадцать ранено. Через четыре дня произошло траурное шествие с портретами Ленина, которое мэр не стал запрещать, ссылаясь на свободу слова. 26 мая служба охраны Форла избила представителей союза United Auto Workers: это событие стало известно как Битва у эстакады и сильно повредило имиджу Форда.
В 1936 году рабочие резиновых фабрик в Огайо изобрели тактику «сидячей забастовки», которая 30 декабря того же года была применена в Мичигане. Фрэнк Мёрфи, только что избранный губернатором, принял нейтральную сторону в этом конфликте. Против бастующих применили полицию, но безрезультатно. В итоге Дженерал Моторс и Крайслер пошли на уступки, а Форд долго сопротивлялся, и только в 1941 году пошёл на переговоры с бастующими. Весной 1937 года сидячие забастовки охватили почти все предприятия Детройта, а губернатор отказывался применить армию против бастующих. Это вызвало недовольство общественности, и в 1938 году Мёрфи не был переизбран, а место губернатора занял Фрэнк Фицджеральд, противник «власти толпы».
В 1935 году Мичиган стал получать помощь по программе Нового курса, в основном через организацию WPA, которая нанимала нуждающихся на работы по строительству дорог, аэропортов, рекреационных зон и детских площадок. WPA находила работу и деятелям искусства: музыкантам и художникам. Программа реализовывалась так успешно, что уже в 1936 году WPA передала все дела местным мичиганским организациям.

### Вторая мировая война

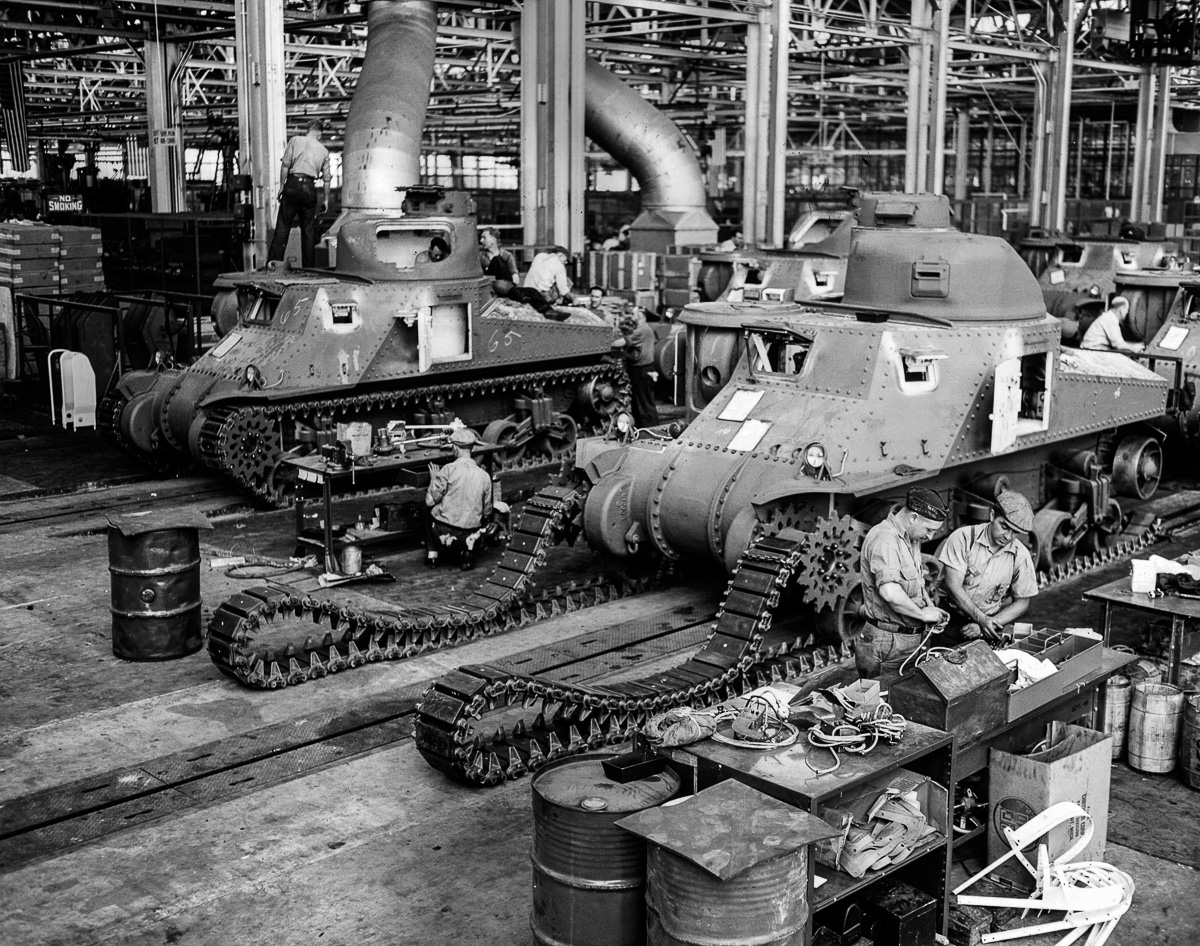
Сборка танка M3 Lee в Детройте

В годы Второй мировой войны штат Мичиган был одним из ведущих штатов-производителей вооружения, уступая только штату Нью-Йорк. Подготовка штата к будущей войне началась ещё в 1940 году, когда президент Дженерал Моторс, глава Совета по обороне, посетил несколько штатов и выдал инструкции по переводу промышленности на военные рельсы. В августе 1941 года производство гражданских автомобилей было полностью прекращено до окончания войны. Мичиган получил около 10 % всех военных контрактов, уступая по этому параметру только Нью-Йорку, и из этих контрактов основная часть досталась детройтским фирмам. Фирма Hudson Motor Company стала производить корабельную артиллерию, заводы Форда выпустили 8500 бомбардировщиков B-24, Packard производил авиационные двигатели, Крайслер выпустил 25 000 танков «Грант», «Шерман» и «Паттон». Крайслер и Wolverine Tube произвели компоненты первой атомной бомбы. К концу войны Детройт, который населяло 2 % от всего населения США, произвёл 10 % всех военных материалов.
Это было достигнуто, несмотря на регулярные забастовки, которые продолжались всю войну (особенно в 1944 году). Участники забастовок считали борьбу против «внутренней автократии» не менее важной, чем борьбу с внешними врагами. На Мичиган пришлось 10 % всех забастовок страны и 20 % убытков от забастовок.
За годы войны в армии отслужили 613 542 мичиганца, из них 10 263 человека не вернулось домой, а 29 321 человек получил ранения. При этом Верхний полуостров выставил 40 000 человек, восьмую часть своего населения.
Нехватка рабочих рук привела к тому, что на фабрики стали принимать женщин, визуальным образом которых стала «Клепальщица Роузи». В 1943 году к ним добавились ещё несколько тысяч немецких и итальянских военнопленных. В Мичигане было создано 20 лагерей для их содержания. Обычно это были просто палаточные лагеря, обнесённые деревянной изгородью. Охрана была минимальна, поскольку военнопленным убегать было некуда. Пленные работали небольшими группами под охраной в формате 48-часовой рабочей недели. Фермер платил за услуги правительству, которое выделяло пленному 80 центов в день на личные расходы. В 1946 году все военнопленные были возвращены домой.
Война привела к небольшому сокращению белого населения штата и притоку чернокожих: чёрное население Детройта увеличилось на 41,5 %. Расовые отношения в годы войны оставались напряжёнными, а администрация Рузвельта не решалась заниматься этим вопросом, чтобы не терять популярности, и в итоге в 1943 году по стране прокатилась волна расовых бунтов, самый крупный из которых случился в Детройте. Отдельные столкновения происходили в городе весной и в начале лета, а 20 июня чернокожие подростки спровоцировали драку, в которую втянулось около 5000 человек, но полиции удалось навести порядок. На следующее утро чернокожие начали громить магазины, принадлежащие белым; прежде чем прибыла армия, более половины города было охвачено драками, в которых погибло 34 человека. Это события широко освещалось в Германии как пример устройства американской демократии.
Помимо расовых проблем, у Мичигана была проблема с коррупцией в органах власти: по этому параметру в 1920-е и 1930-е годы он уступал только Луизиане. В 1943 году это привело к скандальному расследованию, в ходе которого под судом оказались 50 членов законодательного собрания, бывший вице-губернатор, ряд банкиров и офицеров полиции. 11 января 1945 года, в разгар расследования, неизвестными был убит сенатор Уоррен Хупер. Подробности событий стали известны только 40 лет спустя. Долгое время это событие оставалось самым известным в штате нераскрытым преступлением.

### Мичиган в 1950-х
В 1946 году губернатором стал республиканец Сиглер, который так разозлил консерваторов своим либерализмом, что они решили не голосовать за него на выборах 1948 года и дать победить кандидату-демократу Герхарду Уильямсу, а затем снова избрать республиканца в 1950 году. Однако Уильямс побеждал на выборах пять раз подряд и продержался на посту губернатора до 1961 года, дольше любого другого мичиганского губернатора. Уильямс и его советники пришли к выводу, что Мичиган слишком зависим от автомобилестроения, и решили диверсифицировать экономику, развивая сельское хозяйство, туризм и лёгкую промышленность. Легислатура не поддержала его в этом, но к концу срока он сумел выполнить все свои предвыборные обещания. Первым делом он улучшил систему образования: построил новые школы и нанял больше учителей. Количество учащихся в колледжах выросло втрое за эти годы. К 1960 году в Мичигане было 32 колледжа.
Уильямс добился принятия законов по совершенствованию тюремной системы, и к концу 50-х тюрьмы штата стали образцовыми в США. В 1949 году он создал комиссию для контроля над соблюдением гражданских прав и назначил несколько представителей нацменьшинств на государственные должности. Он регулярно требовал от Демократической партии внимания к гражданским правам, что восстановило против него всех политиков Юга. По этой причине он не был номинирован кандидатом в вице-президенты в 1960 году. По его инициативе в 1954 году легислатура дала разрешение на постройку моста из Макино в Сент-Игнас. Мост Макино был открыт в ноябре 1957 года. В годы правления Уильямса (1950—1960) население штата выросло на 22,8 %, так что Мичиган стал 7-м по населённости штатом страны. При этом в Мичигане, как и в соседних штатах, начался переезд белого населения в пригороды, а центры городов стали заселяться чернокожими мигрантами.
Переселение в пригороды привело к появлению торговых центров: первым открылся ТЦ «Northland» под Детройтом. Чтобы рабочим было легче добираться из пригорода в центр, в 1954 году был построен подземный автобан длиной в 105 миль. Кроме этого, Мичиган стал лидером по строительству межштатных шоссе, а в 1956 году Мичиган первым ввёл требование прохождения обучающих курсов прежде выдачи водительских прав.
В послевоенные годы тревогу у американского общества вызывало распространение коммунизма в Восточной Европе, попытки коммунистических переворотов в Греции и Турции, и поддержка Советским Союзом Мао Цзэдуна. Федеральное правительство старалось избежать повторения «Охоты на коммунистов» 1920-х годов, но несмотря на все принятые меры, история повторилась. В 1950 году Конгресс принял Закон Маккэррана, запрещающий коммунистам работать в оборонной промышленности. Законодатели Мичигана пошли дальше и ввели пожизненное заключение за устные и письменные высказывания в поддержку коммунистической идеологии. Даже на губернаторских выборах 1950 года кандидаты обвиняли друг друга в антиамериканских методах. В 1952 году был создан «Красный эскадрон», который просуществовал 25 лет, занимаясь слежкой за членами Социалистической рабочей партии. В 1975 году он был расформирован по требованию суда. Только к середине 1954 года антикоммунистическая истерия постепенно угасла.

### Мичиган в 1960-х
В 1960-х годах население Мичигана выросло на 13 %, то есть, росло вровень со средними темпами во стране. При этом быстро росло население пригородов, а население крупных городов сокращалось. Исключениями стали Энн-Харбор и Лэнсинг, население которых выросло вместе с ростом двух университетов. Детройт потерял 10 % населения, зато его пригороды выросли на 28 %. Выросло население в некоторых округах, хотя в некоторых резко сократилось. Доля белого населения сократилась с 91 % до 88 %, при этом в крупных городах численность небелого населения выросла на 40 %, а в пригородах оно выросло только на 5 %.
Экономика Мичигана сильно зависела от автомобильной промышленности, которая переживала взлёты и падения: рецессия 1958 года привела к увольнению 400 000 человек; в 1960 году уровень безработицы составил 10 %, но затем продажи автомобилей увеличились и к 1967 году безработица сократилась до 4,7 %. В 1966 году только 10 стран мира обгоняли Мичиган по ВВП. К концу 1960-х средняя семья в штате зарабатывала примерно $12 000 в год. В том же десятилетии Мичиган находился в верхних строчках сельскохозяйственных рейтингов. Росло количество учебных заведений всех уровней, в 1969 году он выпустил 10 % докторов наук. Вместе с тем, когда белое население покинуло крупные города, налоговые доходы снизились, и городам стало сложно финансировать школы. У крупных университетов появилось много проблем, когда начались студенческие протесты против Вьетнамской войны.
В 1960 году демократ Джон Свейнсон победил на губернаторских выборах. К этому времени многие мичиганцы уже были недовольны конституцией штата 1908 года. 8 ноября 1960 года был принят закон, облегчающий процедуру пересмотра, а в апреле общим голосованием было решено созвать конституционный конвент. Были избраны 144 делегата: 99 республиканцев и 45 демократов. Работа конвента длилась 8 месяцев, и в итоге была разработана Конституция Мичигана 1963 года. Срок службы губернатора был увеличен до 4 лет, некоторые должности вместо выборных стали назначаемыми, губернатор и вице-губернатор участвовали в выборах одной командой, и было сокращено количество агентств. Губернатор и многие демократы возражали против этой конституции, а республиканцы в основном её поддерживали. 1 апреля 1863 года она была принята общим голосованием, хотя и небольшим перевесом голосов.
Тот же самый конвент выбрал нового губернатора, которым стал Джордж Ромни, ранее активный сторонник созыва конвента. Его влияние на конвент было так велико, что новую конституцию некоторые прозвали «Хартией Ромни». Ромни регулярно побеждал на губернаторских выборах в 1960-х и был потенциальным кандидатом в президенты от демократической партии, но в сентября 1967 года он допустил несколько неосторожных высказываний о своём путешествии во Вьетнам, и был вычеркнут из кандидатов. На выборах 1968 года он агитировал за Ричарда Никсона, который за это взял его в свой кабинет. В январе 1969 года Ромни покинул пост губернатора. Он был в целом успешным губернатором, но его пребывание на посту было омрачено событиями Детройтского бунта 1967 года.

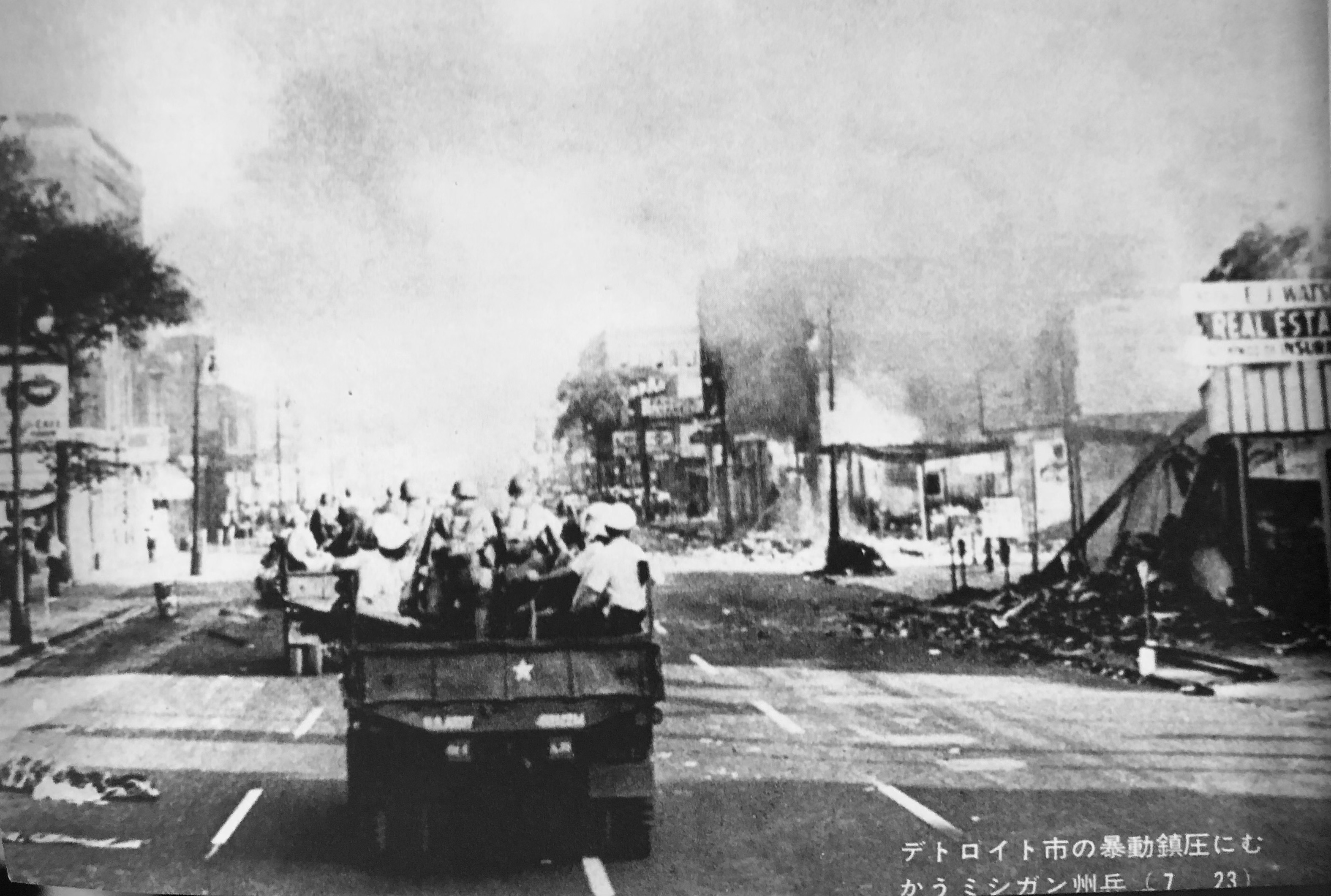
Детройт 23 июля 1967 года

В 1960-х годах в Детройте проживало уже много чернокожих: в 1963 году их собралось почти 250 000 на выступлении Мартина Лютера Кинга. Мэр Кавана надеялся сделать город Детройт примером гармоничного расового сосуществования, и ему удалось добыть значительные денежные средства на культурные и социальные программы. Однако уровень безработицы в городе был высок, и расовая напряжённость не спадала. В июле 1967 года полиция совершила рейд в нелегальный винный магазин в чёрном квартале, что вызвало агрессию населения, которая переросла в погром. Мэр запретил полиции применять силу, что привело только к усилению беспорядков. 23 июля губернатор ввёл в Детройте чрезвычайное положение и вёл в город Нацгвардию. Это не помогло, и 24 июля в Мичиган ввели силы 82-й и 101-й дивизий. К 28 июля мятеж был подавлен. Он стал самым дорогостоящим в американской истории: имущественный ущерб составил $50 миллионов, погибло 44 человека, 5000 человек стали бездомными, 7331 человек был арестован. Президент Джонсон назвал причиной мятежа просчёты губернатора, хотя многие видели причину именно в политике самого Джонсона.

### Мичиган в 1970-х
В 1970-х годах Мичиган переживал рост преступности и упадок городов: Детройт потерял 100 000 человек населения в 1960-х и ещё столько же за первую половину 1970-х. Промышленность перемещалась в пригороды и в другие штаты, автоматизация производства сокращала потребность в рабочих руках, из-за чего росла безработица, которая среди молодых афроамериканцев достигла 50 %. Росло потребление наркотиков, и уже в 1973 году Детройт назвали Криминальной столицей Америки. В 1977 году Уильям Харт реорганизовал полицейский департамент, начал борьбу с наркотиками, и к 1979 году добился сокращения количества убийств в городе. Мэр Детройта, афроамериканец Кольман Янг был избран на свой пост в 1973 году и тоже начал бороться с преступностью и расовым антагонизмом. При нём был построен Ренессанс-центр и начата программа восстановления городских центров. В 1979 году Янг был признан самым эффективным мэром страны. Программа реабилитации началась в городе Флинт, который в 1978 году был назван примером успешного восстановления города.
Автомобильная промышленность Мичигана понесла огромные убытки после нефтяного эмбарго 1973 года. На автомобильных заводах накапливались непроданные машины, а из-за подорожания бензина сократился туризм в штате. К 1978 году продажи автомобилей стали расти, но в 1979 году произошёл новый кризис, из-за которого компания Крайслер оказалась на грани банкротства. Так как её закрытие оставило бы без работы примерно полмиллиона человек, Конгресс США выделил средства на спасение корпорации. Кризис показал, что штату надо перестроить экономику и снизить зависимость от нефти. Как следствие, в Мичигане стали развивать виноделие и к 1979 году он стал четвёртым штатом по объёму производимого вина. К концу века Мичиган опустился на шестое место (после Калифорнии, Вашингтона, Нью-Йорка, Орегона и Пенсильвании), но виноделие осталось важной частью экономики. К 2012 году в Мичигане действовало уже 92 винохозяйства.
Губернатором Мичигана в 1970 году стал республиканец (он считался умеренным рокфеллеровским республиканцем) Уильям Милликен. Из-за Уотергейтского скандала республиканцы утратили четыре места в Конгрессе США и потеряли контроль над сенатом штата, но Милликен успешно переизбирался три раза и пробыл на посту губернатора до 1983 года. При нём в 1973 году техническая ошибка на химическом производстве привела к массовому отравлению скота Полибромированным дифенилом (ПБД), что привело к забою скота и крупным убыткам в сельском хозяйстве. Губернатора обвиняли в попытке сокрытия последствий, а в 1977 году Конгресс по инициативе мичиганского сенатора Роберта Гриффина выделил крупные средства на помощь фермерам. Споры о последствиях инцидента шли в 1979 году и позже.

### Мичиган в 1980-х
В 1980 году в Детройте прошёл предвыборный конвент Республиканской партии, что дало экономике штата 44 миллиона долларов и улучшило его имидж. На праймериз в Мичигане Буш-старший победил Рейгана, но проиграл везде по стране. Буш призвал всех республиканцев голосовать за Рейгана, но мичиганцы всё равно голосовали за Буша, так что Рейган пошёл им навстречу и выдвинул Буша в вице-президенты. В том же году конкуренция с автомобилями азиатского производства привела к серьёзному кризису: к середине года 620 000 человек потеряли работу. В городе Флинт безработица достигла 24 %. Штат терял доходы, а поднять налоги не представлялось возможным. В 1981 году штату пришлось сокращать расходы на общественный транспорт, ремонты дорог, школьные завтраки, на душевнобольных и на полицейские патрули. По утверждениям современников, штат оказался в самом сложном положении за всю свою историю.
К началу 1982 году Мичиган лидировал по уровню безработицы, рабочие уезжали в другие штаты в поисках работы, из-за чего население сократилось на 210 000 человек. В этой ситуации Милликен не пошёл на перевыборы и демократы выдвинули Джеймса Блэнчарда кандидатом в губернаторы. Он легко победил кандидата от Республиканской партии и стал новым губернатором Мичигана. Ему досталось в наследство почти 2 миллиарда долга, и по его инициативе легислатура подняла налоги. К началу 1983 года федеральные власти ввели ограничения на импорт автомобилей, спрос на мичиганские автомобили вырос, безработица сократилась до 14 %, и Мичиган начал выходить из кризиса. Это позволило к 1985 году несколько снизить налоги. Бланчарду так же удалось улучшить систему образования и тем самым добиться переизбрания на выборах 1986 года.
В самом начале его второго срока корпорация General Motors объявила о закрытии завода, выпускавшего автомобили Cadillac Fleetwood, что нанесло серьёзный удар по репутации губернатора. Сокращалось и сельское хозяйство штата, хотя Мичиган оставался на первом месте по производству черешни и одним из главных поставщиков яблок в стране. Несмотря на неудачи, Блэнчард был готов идти на перевыборы в 1990 году, но после того как он отчислил из вице-президентов 70-летнюю Марту Гриффитс его обвинили в дискриминации женщин и пожилых. К этому добавились заявления его бывшей жены о том, что он пренебрегал обязанностями отца и мужа. В итоге на выборах 1990 года победил республиканец Джон Энглер.

### Мичиган в 1990-х
Энглеру так же достался в наследство долг почти в 2 миллиарда долларов, но он не стал поднимать налоги, а сократил расходы и реформировал правительство, и к 1993 году Мичиган вышел на первое место по темпам роста бизнеса, а безработица упала до 7 %. В 1993 году доходы Мичигана на миллиард долларов превысили расходы. Энглера много критиковали за его политику в области здравоохранения, но его реформы оказались успешными и Мичиган вышел на первое место по числу людей, получающих медицинскую помощь. Проблема бедности не уходила: Детройт оставался на последнем месте по уровню доходов среди ста крупнейших городов страны.
Явные успехи позволили Энглеру переизбраться в 1994 году, и в 1998 году. Республиканцы заняли почти все посты в правительстве штата и только Дженнифер Гренхольм, первая женщина на посту генерального прокурора штата, представляла Демократическую партию в правительстве. К концу 1990-х Мичиган снова лидировал в стране по экономическому росту, социальным реформам и развитию системы образования. Сократилась зависимость экономики штата от автомобильной промышленности. Продолжались споры о легализации абортов и требования увеличить количество нацменьшинств и женщин в правительстве. Имея 18 членов в коллегии выборщиков, Мичиган играл важную роль на президентских выборах 2000 года. С 1999 года губернатор Энглер был одним из самых влиятельных сторонников Джорджа Буша. Несмотря на это, на праймериз в Мичигане победил другой республиканец, сенатор Джон Маккейн. На основных выборах в Мичигане победил кандидат от демократов, Альберт Гор. Его успех помог пройти в сенат Дебби Стейбноу, которая стала первой мичиганской женщиной-сенатором.

## XXI век
XXI век начался в Мичигане с экономического спада: ещё в 1999 году General Motors закрыло сборочную линию автомобилей Бьюик в городе Флинт. В 2000 году было объявлено о прекращении выпуска автомобилей Oldsmobile, а DaimlerChrysler из-за убытков закрыл восемь своих заводов. Между тем автомобилестроение всё ещё составляло восьмую часть экономики штата и обеспечивало работу 6 % рабочих штата. Мичиган шёл к новому кризису, более серьёзному, чем кризис 70-х и 80-х. На это наложилась проблема загрязнения Великих Озёр, которая подрывала туристическую индустрию. Уровень воды в озёрах к 2007 опустился до рекордно низкого уровня, что так же сказалось на туризме, на вывозе руды большими танкерами и на снабжении гидростанций углём, который доставлялся тоже танкерами по воде.
Энглер отказался идти на перевыборы в 2002 году, поэтому за место губернатора боролись вице-губернатор Ричард Постумус и Дженнифер Гренхольм. При финансовой поддержке общенациональной Демократической партии Гренхольм победила с небольшим перевесом (51—49) и стала первой в Мичигане женщиной-губернатором. Одновременно сенатор-демократ Карл Левин был переизбран на новый срок. На президентских выборах 2004 года в Мичигане победил кандидат от демократов, Джон Керри, но это не помогло демократам увеличить своё присутствие в сенате штата. Гренхольм столкнулась с проблемой сокращения рабочих мест после переезда крапных производителей: с 2000 года Мичиган покинули фирмы Kmart, Upjohn и Gerber Foods. Безработица составляла 7 % в 2003 и 2004 году, к 2007 опустилась до 6 %, но всё равно оставалась выше среднего по стране (4 %). В 2006 году большинство выпускников высших учебных заведений заявляли, что собираются покинуть штат в поисках работы и не планируют возвращаться. Большинство уезжало в Висконсин, который переживал экономический взлёт. Гренхольм лично путешествовала по США, странам Азии и Европы, агитируя покупать мичиганские товары и переносить производство в Мичиган, ей удалось создать много рабочих мест, хотя и не удалось компенсировать их убыль.

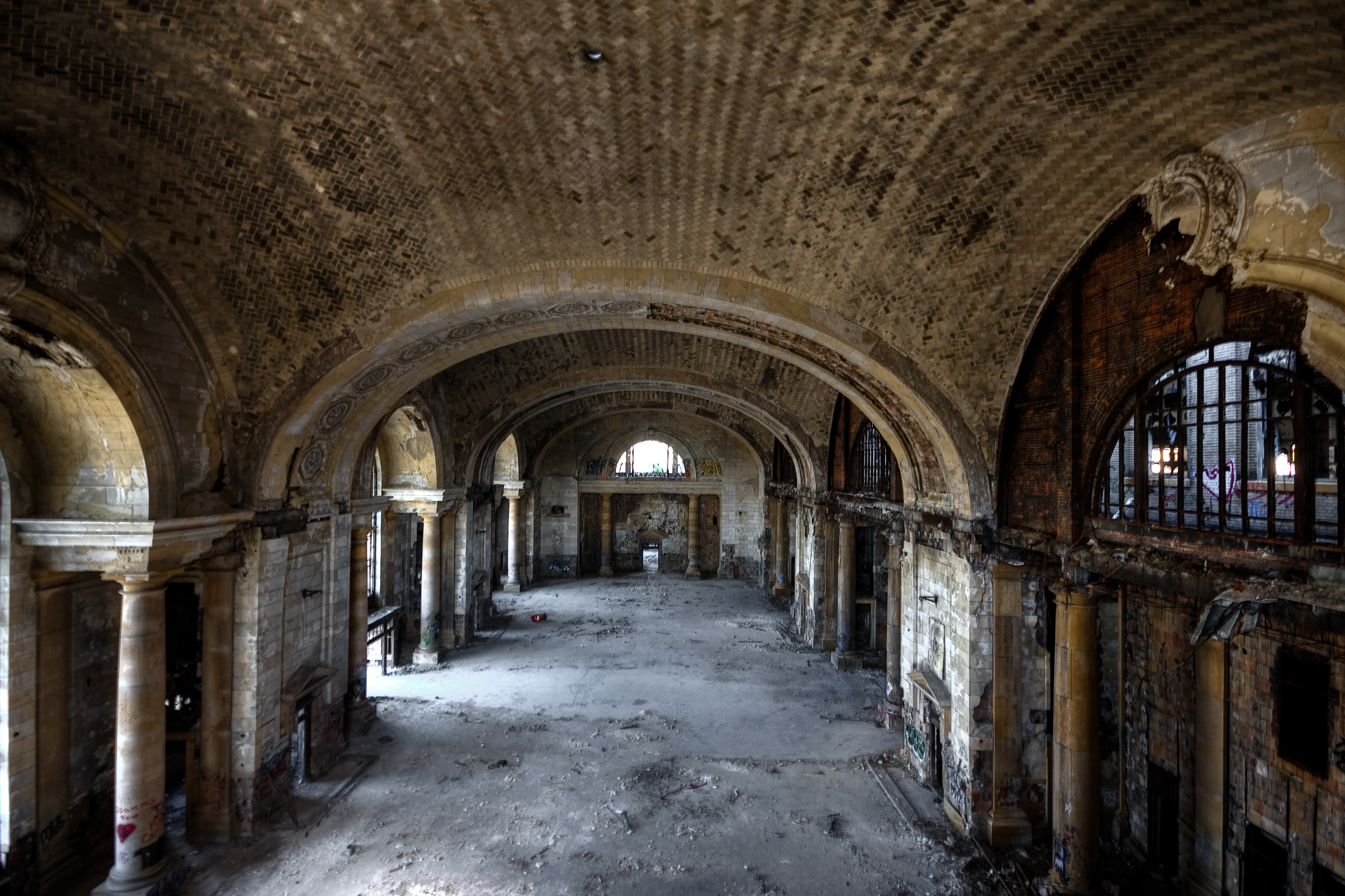
Заброшенный центральный вокзал Детройта, 2009 год

Гренхольм оказалась в сложном положении на губернаторских выборах 2006 года: Мичиган был единственным штатом, экономика которого не росла в те годы. Гренхольм обвиняла во всём политику Джорджа Буша. Избиратели уважали Гренхольм как личность, но не вполне одобряли как губернатора. Её конкурентом на выборах стал миллионер Дик Девос, который потратил большие суммы денег на предвыборную кампанию, но ему не хватало личной харизмы, и Гренхольм победила с большим отрывом (56—42). Эта победа помогла ещё раз переизбраться сенатору Дебби Стейбноу. Между тем экономика продолжала идти на спад, и росла преступность: город Флинт вышел на первое место по уровню криминала среди городов с населением больше 100 000 человек, а Детройт в списке был третьим. Мичиган лидировал (среди соседних штатов) по количеству заключённых, и штат тратил на заключённых больше, чем на все 15 университетов. Проблему криминала пытался решить мэр Детройта, который начал программу возрождения города: был открыт стадион Форд Филд (в 2002, а в 2005 году в нём прошёл Супербоул XL) и восстановлен Book Cadillac Hotel. Команда «Детройт Тайгерс» и «Детройт Пистонс» одержали несколько важных побед, подняв престиж Детройта.
Во время президентских выборов 2008 года кандидат от республиканцев Джон Маккейн прервал свою кампанию в Мичигане, и демократ Барак Обама победил, набрав 57,4 % голосов. Карл Левин был переизбран сенатором. На этом же голосовании мичиганцы одобрили легализацию марихуаны в медицинских целях.
В 2009 году объявила о банкротстве компания General Motors. Для получения федеральной помощи компании пришлось закрыть производство автомобилей Pontiac и Hummer. Производство автомобилей Buick было сохранено, потому что он хорошо продавался в Китае.
На губернаторских выборах 2010 года республиканец Рик Снайдер победил демократа Вига Бернеро и стал новым губернатором штата; он продержался на этом посту до 2018 года. Он реформировал систему налогообложения, слегка снизив налоги, пытался спасти Детройт от банкротства в 2013 году, выступал против размещения в Мичигане сирийских беженцев в 2015 году, и вводил чрезвычайное положение в 2016 году во время инцидента с отравлением питьевой воды в городе Флинт. Впоследствии его обвиняли в халатности и приписывали ему ответственность за инцидент.
Мичиган был штатом, который обычно голосовал за демократов, но во время президентских выборов 2012 года у республиканцев появился шанс на победу в штате: их кандидат Митт Ромни был по рождению мичиганцем и сыном бывшего губернатора штата, Джорджа Ромни. Однако, у Барака Обамы был амбициозный план спасения корпораций General Motors и Chrysler, и он победил, набрав 54,3 % голосов, против 44,8 % у Ромни. Дебби Стейбноу была переизбран в сенат. На этом же голосовании были отклонены шесть предложенных поправок к конституции штата.
Во время выборов 2016 года Мичиган с его 16-ю голосами выборщиков был важным полем боя между двумя партиями. Исторически штат чаще голосовал за республиканцев, хотя после 2000 года голосовал всегда за демократов. Победил Дональд Трамп, за которого проголосовало 2 279 543 человек (47,5 %), чуть больше, чем проголосовало за Хилари Клинтон (2 268 839 человек, 47,3 %). Проигравший кандидат от зелёных, Джилл Стейн, потребовала пересчёта в Висконсине, Мичигане и Пенсильвании. Пересчёт в Висконсине не выявил нарушений, а пересчёт в Мичигане был остановлен решением окружного судьи.

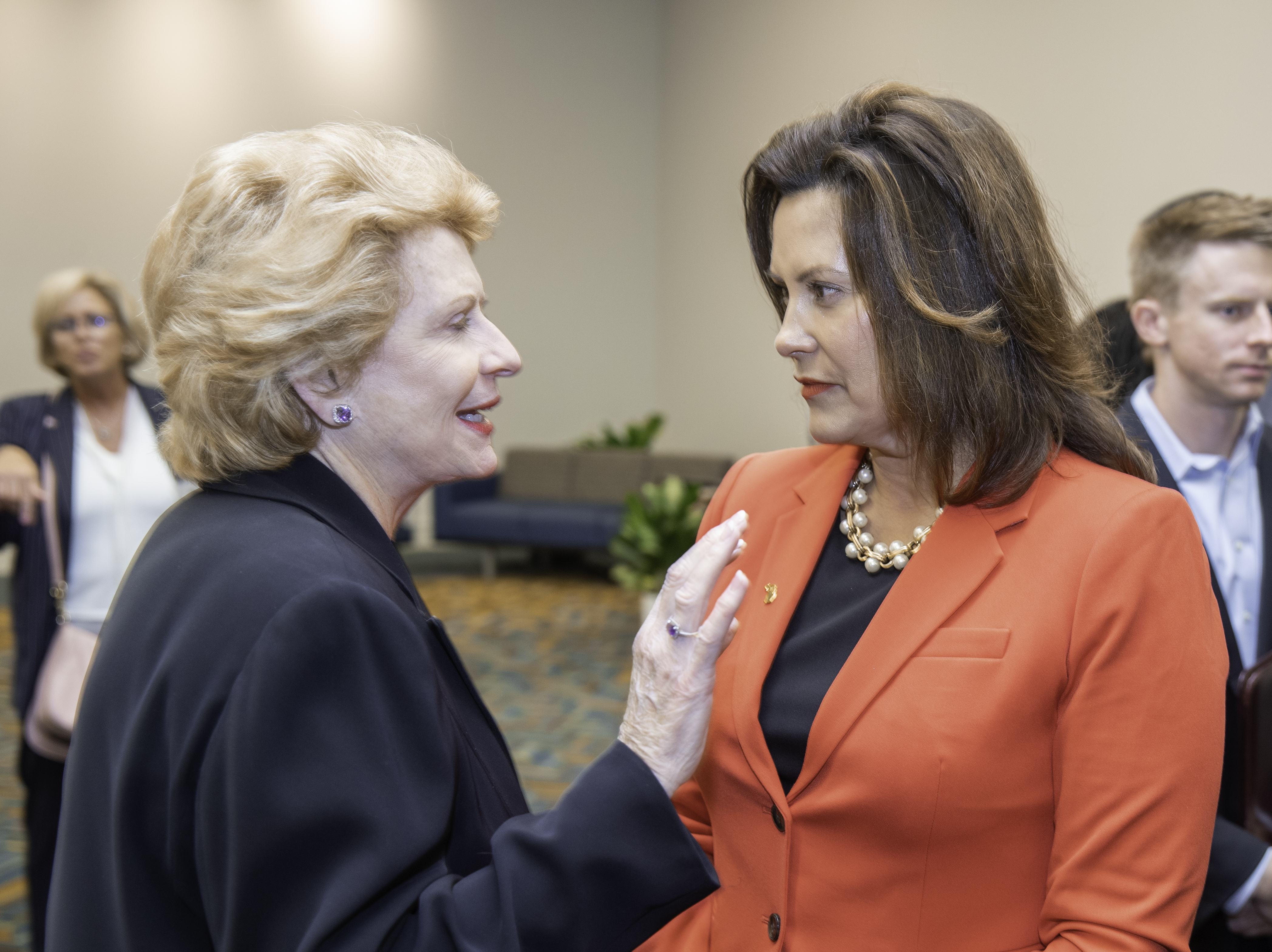
Стейбноу и Уитмер (справа) в 2019 году

В 2018 году губернатор Снайдер не пошёл на перевыборы из-за конституционных ограничений, и на выборах победила Гретхен Уитмер, демократ и конгрессмен от Мичигана. Начало её губернаторства совпало с пандемией коронавируса, и она ввела в штате ряд жёстких мер, которые мичиганский Верховный суд впоследствии признал неконституционными.
Во время пандемии коронавируса и связанных с ней ограничений в Мичигане уже в апреле 2020 года была заметна протестная активность, а 1 мая протестующие даже предприняли штурм местного Капитолия
Так как в 2016 году Трамп победил в Мичигане с очень небольшим перевесом, то во время выборов 2020 года демократы удвоили усилия по агитации в Детройте, жители которого обычно голосовали за демократов, но явка которых в 2016 году была очень низкой, добились большей активности детройтцев и в итоге Джо Байден победил, набрав 50,6 % голосов, и получил все 16 голосов выборщиков от Мичигана.